# 汉传佛教

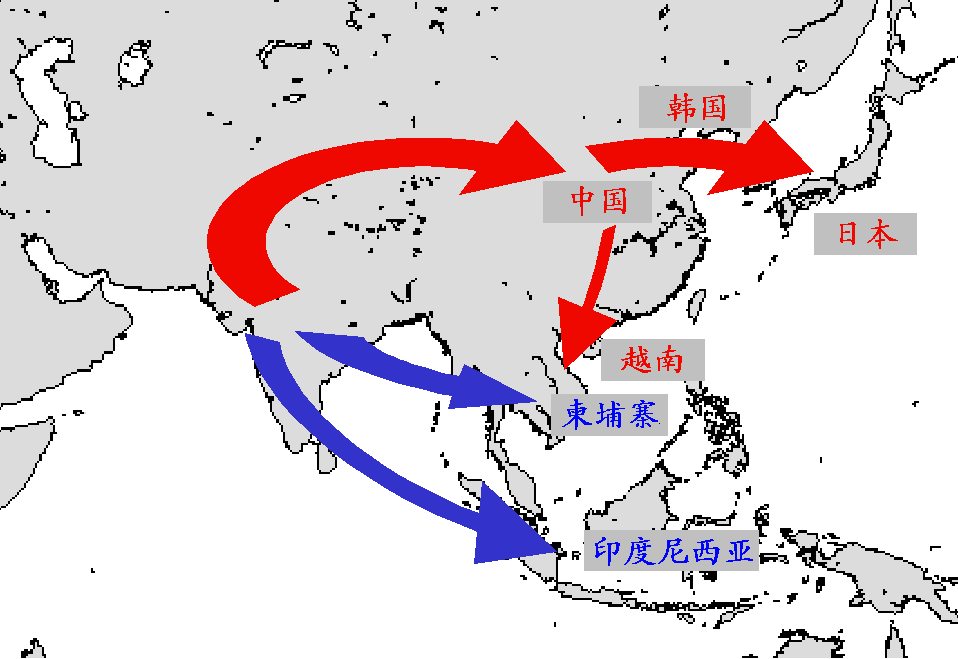
顏色註解：
紅：藏传佛教出现前的北传佛教（即后世的汉传佛教）传播路线图
藍：南传佛教传播路线图

漢傳佛教，指以漢字記載經典或漢字文化圈的佛教，與南傳佛教、藏傳佛教形成世界上現存的三大佛教體系。漢傳佛教主要流傳於中國大陸、台灣、朝鮮半島、日本與越南等地。
印度的上座佛教與大乘佛教經西域傳入中原地区，再經由中國傳播至朝鮮半島、日本與越南等地，形成以漢譯經典為本的汉传佛教。漢傳佛教以大乘佛教為主流，是形塑大乘佛教面貌的主要力量之一；自唐密在汉地消亡后，漢傳佛教的宗派以顯宗為多，與藏傳佛教之顯密並重不同。
從印度三期佛教（初期部派佛教為主；次期大乘佛教為主；末期密乘佛教為主）來看漢傳佛教，就明白漢傳佛教不同於錫蘭（又傳入緬、泰）、不同於西藏（又傳入蒙、滿），有著時代的關係。漢傳佛教的最初傳入，早在漢明帝以前，就有弘化的事跡可考。汉明帝在孝明帝永平三年（西元六十年），夜梦金人（《后汉书·西域传》），然后派人去西边国家求取佛法，汉明帝派出的使者在大月氏国遇到了天竺僧人迦叶摩腾和竺法兰，于是就将佛像经卷用白马驮至洛阳，并且设置了相应国家管理机构“寺”。汉明帝特地把两位高僧安置在他当年做太子时读书的地方，也就称为“白马寺”，以纪念“白马驮经”之功。迦叶摩腾、竺法兰便在白马寺中将一些佛经翻译成汉文，现存最早的《四十二章经》就是其一。两位高僧的舍利和墓现还存在河南洛阳“白马寺”。
漢桓帝時代（公元147-167年，安世高與支婁迦讖為早期把佛教传入中国做出重大贡献。此時，印度正是大乘佛教、部派佛教並行，大乘為主的時期。所以中國沒有錫蘭那樣，有過專弘部派佛教時期，而造成部派佛教深固的根柢。中國是一開始，便是大乘為主、部派為從的局面。雖也偶有偏宗部派的，如僧伽提婆（四世紀末）；雖大量譯傳《阿含經》、廣律、阿毘曇論，而大乘始終為漢傳佛教的重心。漢傳佛教主要為印度的中期佛教，從支婁迦讖的傳譯，經竺法護（三世紀後半）而到鳩摩羅什的（公元401年）來華，都著重於大乘經論的傳弘。所傳譯的大乘經，可說都是龍樹《大智度論》所引用過的性空大乘經；論典還只是龍樹及弟子提婆的作品。略後，中國所譯傳的，有一顯著的不同。如曇無讖的《大般涅槃》、《大雲經》；佛陀跋陀羅的《如來藏經》；求那跋陀羅的《楞伽經》、《深密經》、《勝鬘經》、《大法鼓經》等經；菩提流支（等的《楞伽經》、《十地經論》；真諦的《攝大乘論釋》等；波羅頗迦羅的《大乘莊嚴經論》；玄奘（公元650年前後）的大量論典，這都重在龍樹所不曾引用過的如來藏大乘經，與無著、世親系的唯識論。這一先性空經論而後如來藏經論的次序，印度與中國完全一致。佛教的傳入中國，是大乘佛教、部派佛教同時的，所以傳統的部派佛教，在中國沒有能造成堅強的傳統。加上部派佛教與中國民情，也許不太適合，所以大乘一直在有利的情勢下發展。
漢傳佛教是對佛教傳入漢地後經本土化過程，演變成對教義、經典及儀軌的不同解釋定義而形成的主要幾個宗派，普遍說法共有十宗。漢傳佛教發展到隋唐時期，佛教已進入鼎盛時期，主要宗派也於此時形成，並得以發展壯大。十宗中包括了兩個部派佛教宗派，分別為俱舍宗、成實宗；八個大乘佛教宗派，分別為天台宗、三論宗（法性宗）、律宗、淨土宗、法相宗（唯識宗）、禪宗、華嚴宗（賢首宗）、密宗。此外還有毗曇宗、地論宗、攝論宗、涅槃宗等。中國大乘，舊傳八宗，其中禪、淨、密、律，重於持行；以義學見長者，唯三論、唯識、天台、賢首——四宗。然宏傳論義者，有地論師與攝論師，蔚為大流。
漢傳佛教承認五方佛與十方佛，如口稱南無阿彌陀佛，不過亦可見巴利語三藏中《小部》中的《佛譬喻》（《譬喻》的一分），說到了十方佛的來集。大乘佛法特別強調素食，不殺害眾生，如當來下生的彌勒佛，初發心就不食眾生肉，特以慈心（所以姓彌勒，彌勒就是慈）來表彰他的特德。至於護法神信仰，最遠可能源自佛在世時有護法神——金剛力士，在南傳佛教中本是夜叉而已。在大乘佛教中，就尊稱為菩薩權化。入世利生，充滿了本生談中的菩薩精神。但同時，天的傾向發達起來，天神的地位也顯著起來。所以，這是佛教的人間化，印度大乘佛教的隆盛，也影響了後來發展的傾向。

## 詞語釋義
漢字「佛教」指「佛的教導」，與「儒教」、「道教」的稱呼相似，合稱三教。然而三者又有差異：「儒」是指一群人，「道」是指概念，而「佛」是“觉悟者”的意思 （是由“人” 和“弗”组成，含有“无我”之人)。也有人说佛是古音類似bud（梵文Buddha的第一音節），谬误也。佛字是从“弗”而发声。
太虛法師1932年將世界上現存的佛教劃分成為三大系統，其中第二系統是以中國為中心，流傳到朝鮮、日本、越南等地的佛教。1980年代初，日本學者中村元等打破學術界「漢傳佛教等於中國佛教」的傳統概念，之後學者提出「漢語系佛教」、「漢地佛教」、「漢族佛教」、「漢字文化圈佛教」等相關概念。「漢傳佛教」的特色，是經典以漢字書寫。西方學者也稱為「東亞佛教」或「東方佛教」（Eastern Buddhism）。以地理位置划分的佛教派别最初为南傳佛教和北傳佛教两支。由古印度向南方傳播到斯里蘭卡、東南亞以及中國雲南等地以上座佛教為主的流傳，被稱為「南傳佛教」，其經典多為巴利語所寫。現在流行於斯里蘭卡、緬甸、泰國、柬埔寨、寮國等地。北傳佛教主要由北方經絲綢之路向中亞、中國、朝鮮半島以及日本等地區傳播，其經典多為梵文、各種中亞文字和中文。自藏傳佛教出现后，南傳、北傳佛教两支的划分渐渐退出，取而代之的是南傳佛教、漢傳佛教和藏傳佛教的划分法。按教理大致划分，南傳佛教即是上座佛教，而漢傳佛教和藏傳佛教同属大乘佛教，尽管漢傳佛教也包含了上座佛教的宗派。
佛教傳入現代中國疆域經由兩條路徑，一支由古印度經西域傳入漢地中原，爾後傳入朝鲜半岛、越南、日本等处，稱北傳佛教；另一支為南傳佛教，由東南亞傳至中國雲南一帶，為少數民族所信仰。

## 发展过程

### 秦朝、汉朝

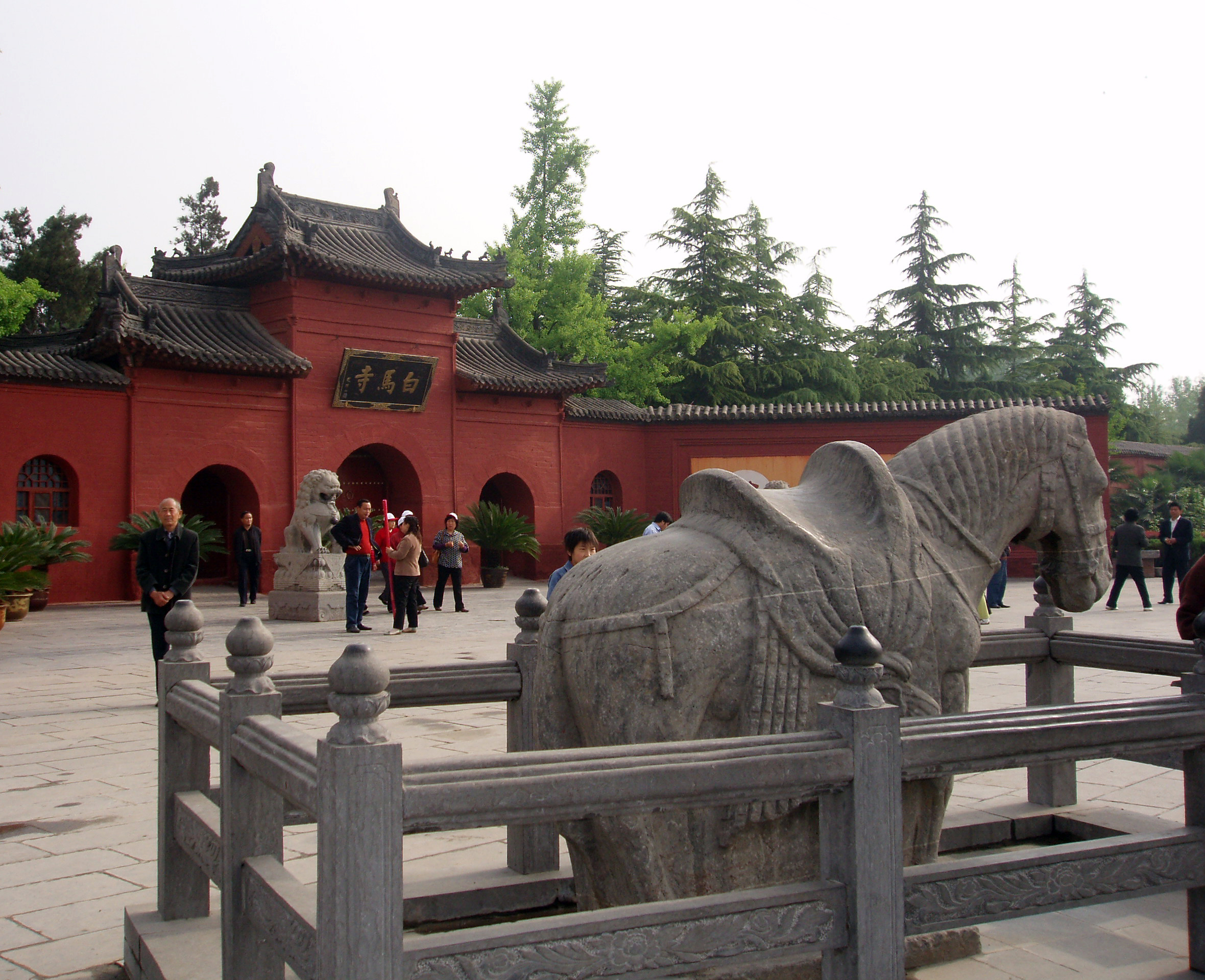
白马寺

佛教传入中国的過程缺乏直接記載，因此只能根據文獻推測。《史記·秦始皇本紀》中曾有「禁不得祠」這一说法：“徙謫，實之初縣。禁不得祠。明星出西方。”日本学者藤田丰八在20世纪初首先提出：佛教在秦代已经传入中国，因为此处“不得”就是Buddha的音译。但此说提出之后，即遭到铃木券太郎等的驳斥，认为其断句有误，應為：“徙謫實之，初縣禁不得祠。明星出西方。”

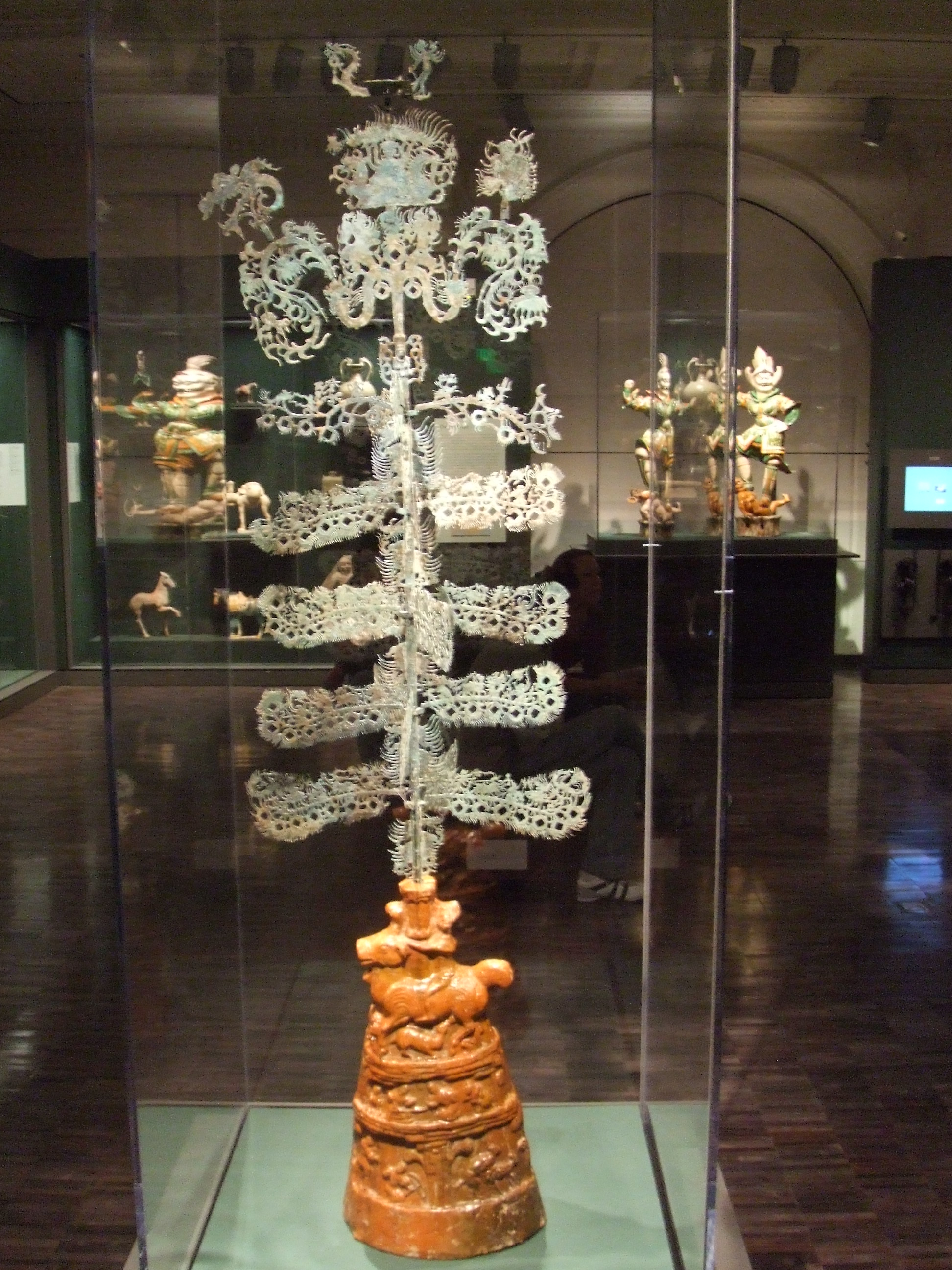
東漢四川青銅搖錢樹上有西王母與坐佛。

一般认为佛教是在西汉末，新莽时和东汉前期时由印度经西域传入的。根据《魏略·西戎傳》、《魏書·釋老志》等记载，汉哀帝元寿元年（前2年）博士弟子景卢出使大月氏，其王命令伊存向其口授所謂的《浮屠经》。有學者認為這本被稱為《浮屠經》的教典是目前能夠考知的第一部漢譯佛經，其內容可能與《老子經》的內容相似，因而導致往後一段時間中華人都以黃老思想解讀佛教教義，也有研究者認為雖然《浮屠經》已經亡佚，但是它可能比《佛說四十二章經》更早出現。然而，有學者對《浮屠經》是一部佛經這一説法提出了質疑，他聲稱目前沒有足夠證據顯示真的有一部後來被稱為《浮屠經》的佛經，伊存或許只是在口頭上向景卢講論佛法，不過這一點仍然有待證實。
據傳在东汉永平十年（67年），汉明帝夢見金人，於是派人去西域，迎来迦叶摩腾与竺法兰两位高僧，并且带来了许多佛像和佛经，用白马驼回首都洛阳，明帝命人修建房屋供其居住(即今日的白马寺)，翻译《四十二章經》。因此，在中國佛教史上，多以汉明帝永平十年作为佛教传入之年，白马寺为中国第一座佛寺，《四十二章经》为第一部汉译佛经。汉明帝夢見金人這一說法出自西元三世紀中葉的《四十二章經序》，亨利·馬伯樂認為這些记载純屬捏造，湯用彤則認為可能有部分屬實。東漢建和元年（147年），安息人安世高到漢朝傳教譯經；167年，月氏人支婁迦讖到漢朝傳教譯經；这些譯經活动为漢傳佛教奠定最初基础。
從出土的文物來說，重慶市豐都縣9號墓出土的搖錢樹主幹上有坐佛，底座上刻有“延光四年(西元125年)五月十日作”铭文，是中國最早的銅佛。西元二世紀後期四川省麻浩崖墓墓室上方健馱邏風格的佛像是中國最早的佛教造像之一。

### 漢末與三國
到漢和帝時，由於各種天災人禍的流行，佛教滋長的土壤形成:112。但東漢末年以前，佛教並沒有得到特別的重視，漢桓帝仍將佛與黃老並祀:122。實際上很多時候，佛教和黃老被混為一談:170。桓靈以前，僅有口授的《浮屠經》和翻譯者不明的《四十二章經》流行於世:143。桓靈時，一些印度和西域的僧人來到中國，以洛陽為中心開始活動，翻譯了許多佛教典籍:143。
三国时期，曹操和曹丕都對儒家以外的“淫祀”嚴厲打擊。到嘉平年間，印度僧人昙柯迦罗來到洛陽，佛教才有所發展:161。曹魏魏明帝大兴佛寺，曹植也喜读佛经，并创作梵呗。孙吴地区，支谦、康僧会先后入吴，受孙权推崇。孙皓称帝时，本要毁坏佛寺，因康僧会说法感化，终而放弃。在蜀汉，佛教不是很兴盛，旧录相传有蜀《首楞严》二卷，蜀《普曜经》二卷，但已佚失。
当时大乘佛教受贵霜帝国影响而传播四周。西域受其影响，于阗、龟兹等地佛教兴盛。之后又有天竺昙柯迦罗、安息昙谛和康居康僧铠等僧侣到洛阳翻译经典，将大乘佛教传至中国。昙柯迦罗推广戒律，这是中国僧侣有戒律受戒之始，后世以其为律宗的始祖。昙谛所译的《昙无德羯磨》受朱士行等人戒守，一般以此为中国僧侣出家之始。由于当时经文翻译未善，朱士行为求原经研读，于260年自雍州出发至于阗，成为首位西行求法的中国僧侣。他写得《大品般若经》的梵本，后由弟子于282年送回洛阳，最后由竺叔兰译成《放光经》。

### 晋朝
西晋年间，官方与民间的佛教信仰，逐渐普遍。相传西晋时代东西两京（洛阳、长安）的寺院一共有一百八十所，僧尼三千七百余人。竺法护时代已有“寺庙图像崇于京邑”之说。而见于现存记载中的，西晋时洛阳有白马寺、东牛寺、菩萨寺、石塔寺、愍怀太子浮图、满水寺、大市寺、宫城西法始立寺、竹林寺等十余所。当时译出的经典，除了抄写传播而外，还流行“细字经”和“供养经”等。洛阳大市寺中，在黄缣上用细字书写《大品般若经》一部，字如小豆，而分明可识。其中部分经文依然保存。北京门头沟区的潭柘寺始建于西晋年间，有“先有潭柘，后有幽州（北京）”的美称。
东晋朝廷中奉佛的也很多。晋元帝、晋明帝以宾友礼敬沙门，晋元帝又“造瓦官、龙宫二寺，度丹阳、建业千僧”；明帝也“造皇兴、道场二寺，集义学、名称百僧”。建康佛教，盛极一时。东晋初期，名流相继避世江东，玄风也跟着南渡，从而长于清谈的义学名僧竺潜、支遁都为时人所重。

### 南北朝时期
佛教在东晋时代，形成南北不同的发展区域。北方有匈奴、羯、鲜卑、氐、羌等民族所建立的十六国。这些地区的统治者，多数提倡佛教，以后赵、前秦、后秦、北凉均盛，在中国佛教史上占极重要的地位，其代表人物为道安和鸠摩罗什。南方为东晋所保有，其文化是西晋文化的延长，一向和清谈玄理文流的佛教，也随着当时名僧不断地南移，形成了庐山和建康两地的佛教盛况，其代表人物则为慧远和佛陀跋陀罗。

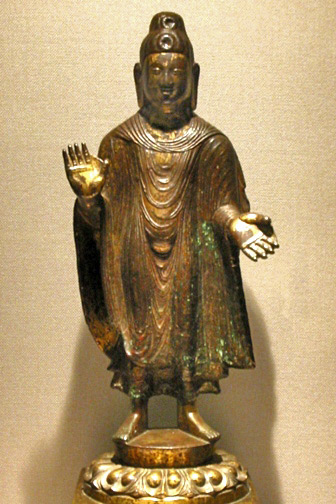
北魏公元443年的彌勒菩薩像，現藏於日本東京國立博物館

#### 北朝
北朝佛教起于西域僧侣佛图澄在后赵的弘传。佛图澄于西晋永嘉四年（310年）来到洛阳。其时后赵石勒在葛陂（今河南新蔡县）屯军，专用杀戮来壮大声威。佛图澄通过大将军郭黑略，和他相见，用道术感化，阻止其残杀，从此中州（今河南地区）人民逐渐奉佛。后石虎即位，迁都邺城（今河北邯郸市临漳县、磁县），尊崇佛图澄，一时人民多营寺庙，争先出家。和佛图澄同时在后赵的，还有敦煌人单道开，襄阳羊叔子寺竺法慧和中山帛法桥等。
继后赵之后，北地佛教最盛的区域是前秦。前秦苻坚笃好佛教，道安得到推崇。道安原在鄴师事佛图澄，后受请到武邑开讲，为避兵乱，他和弟子慧远等五百余人到襄阳讲《放光般若经》。太元四年（379年），苻丕攻下襄阳，就送道安和习凿齿往关中。
佛教在后秦尤盛。后秦统治者姚兴，笃好佛教，又因得鸠摩罗什，译经讲习都超越前代。弘始三年（401年），姚兴出兵凉州，鸠摩罗什入长安西明阁和逍遥园从事翻译。其时四方的义学沙门群集长安，次第增加到三千人。当姚秦佛教鼎盛时，长安僧尼数以万计，非常杂滥。弘始七年（405年），姚兴以罗什的弟子僧略为“僧正”，僧迁为“悦众”，法钦、慧斌为“僧录”，令管理僧尼的事务。
期间，大乘重要经论的译出。鸠摩罗什译出经籍有七十四部（现存五十三部），其中重要的大乘经论有《大品般若经》、《小品般若经》、《妙法莲华经》、《金刚经》、《维摩经》、《阿弥陀经》、《弥勒下生经》、《首楞严三昧经》、《大智度论》、《十住毗婆沙论》、《中论》、《百论》、《十二门论》、《大莊嚴論經》、《成实论》、《坐禅三昧经》等，大都对于后来佛教义学发生巨大的影响，而发展有各种学系与宗派。佛陀跋陀罗所译的《六十华严》为后来贤首宗根本所依的经典。
当时北方凿窟造像之风兴起，后秦沙门乐僔于建元二年（366年），在敦煌东南鸣沙山麓，开凿石窟，镌造佛像，这就是著名的莫高窟。但后期北魏太武帝、北周武帝进行大规模的灭佛活动，对佛教的发展造成严重破坏。

#### 南朝

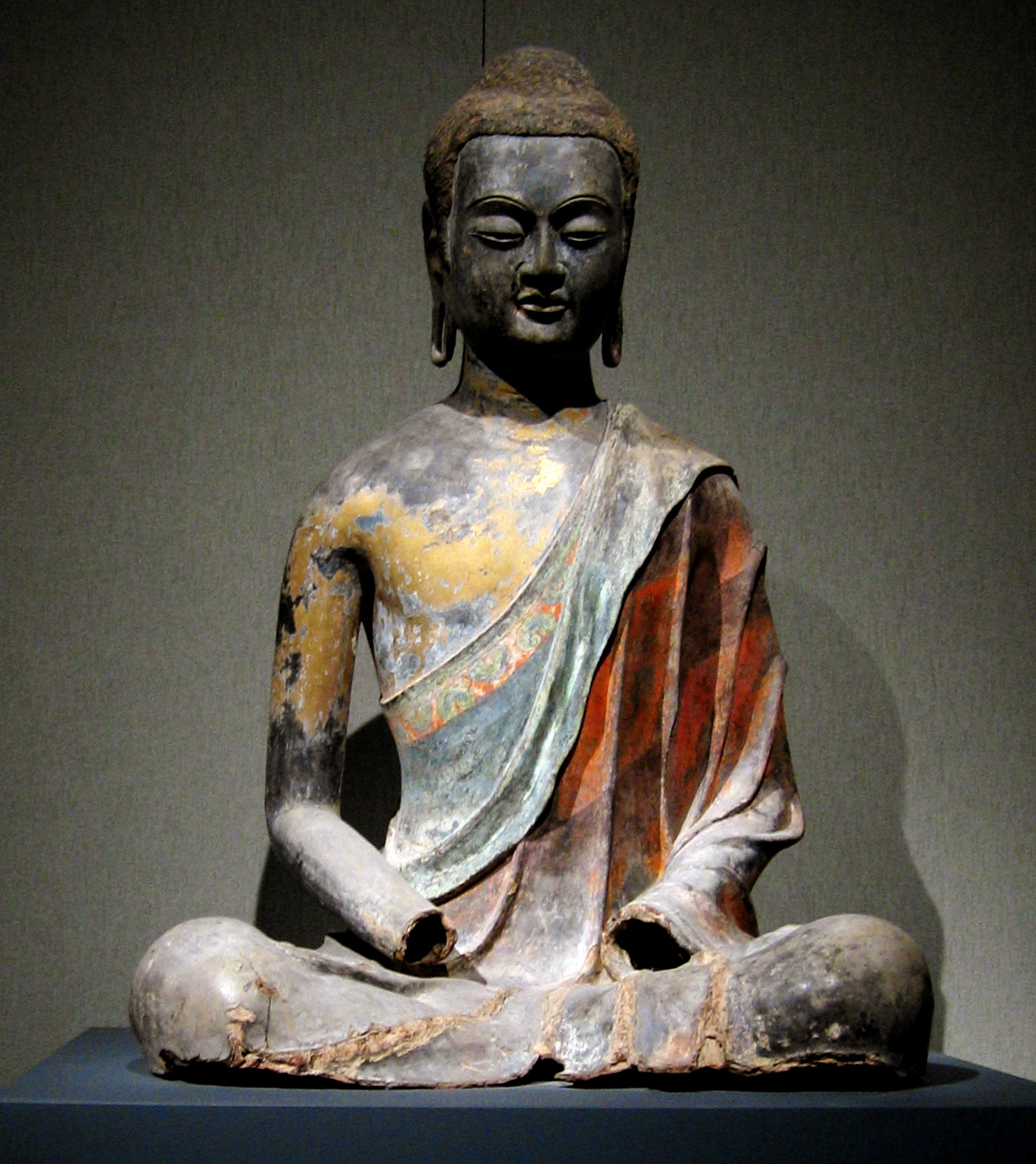
唐朝制释迦牟尼坐像

南北朝时期，南朝佛教以慧远主持的庐山东林寺为中心。其他中心，还有建康道场寺。建康为东晋首都，佛教非常隆盛。佛陀跋陀罗、法显、慧观、慧严等都以道场寺作根据，宣扬佛教。
南梁梁武帝蕭衍提倡尊儒崇佛，並曾多次捨身出家，普通八年（527年）三月八日，第一次前往同泰寺捨身出家，三日後還俗，大赦天下，改元大通；大通元年（529年）九月十五日，第二次至同泰寺舉行「四部無遮大會」，脫下帝袍，換上僧衣，捨身出家，九月十六日講解《涅槃經》，二十五日由群臣捐錢一億，向「三寶」禱告，請求贖回「皇帝菩薩」，二十七日蕭衍還俗；大同元年（546年）四月十日，蕭衍第三次出家，這次群臣用兩億錢將其贖回；太清元年（547年），三月三日蕭衍又第四次出家，在同泰寺住了三十七天，四月十日朝廷出資一億錢贖回 。在梁武帝發表《斷酒肉文》前漢傳佛教「律中無有斷肉法」，梁武帝提倡佛教僧侣都應是菩萨，都應該遵守《大般涅槃經》不吃肉，梁武帝發表《斷酒肉文》後漢傳佛教僧團開始遵守梵網經菩薩戒不吃肉。
该时期佛教文学，经过历代译人的努力，创造了一种融冶华梵的新体裁。佛教也渐次渗入一般文学的领域，以佛典的理趣、风格、词句及故实入诗文的渐多，诗有罗什的《赠沙门法和》和《赠慧远偈》，支遁的《四月八日赞佛诗》、《释迦文佛像赞》等，慧远的《庐山东林杂诗》、《报罗什法师偈》、《万佛影铭》等，王齐之的《念佛三昧诗》等；文有僧肇的《物不迁》、《不真空》、《般若无知》等论，僧睿所作诸经论序，慧远的《沙门不敬王者》、《沙门袒服》。
|                              | ……虽诞以沦茫浩。推乎视听之外。以敬为本。此出处不异。盖所期者殊。非敬恭宜废也。老子同王侯于三大。原其所重。皆在于资生通运。岂独以圣人在位。而比称二仪哉。将以天地之大德曰生。通生理物。存乎王者。故尊其神器。而体实唯隆。岂是虚相崇重。义存弘御而已。沙门之所以生。生资国存。亦日用于理命。岂有受其德而遗其礼。沾其惠而废其敬哉。于时朝士名贤。答者甚众。虽言未悟时。并互有其美。徒咸尽所怀。而理蕴于情。遂令无上道服。毁于尘俗。亮到之心。屈乎人事。悲夫。斯乃交丧之所由…… |
| ——慧远《沙门不敬王者论》[82] | |
南朝期间，佛教艺术开始兴盛。佛像塑造极盛，著名作品有道安在襄阳檀溪寺铸造的丈六释迦金像，竺道邻在山阴昌原寺铸造的无量寿像，竺道壹在山阴嘉祥寺铸造的金牒千像，支慧护在吴郡绍灵寺铸造的丈六释迦金像，特别是处士戴逵和他的次子戴颙在山阴灵宝寺制作的弥陀及夹侍二菩萨木像、在招隐寺制作的五夹纻像和在瓦官寺制作的夹纻行像等。这时并有从外国输入的造像，如苻坚致送道安的佛像中有高七尺的外国金箔倚像。画像方面，顾恺之和吴曹不兴、晋卫协并称中国最初的三大佛画家。顾恺之作品造诣极深，相传有《净名居士图》、《八国分舍利图》、《康僧会像》等。关于他在瓦官寺作维摩壁画，据说“画讫，光彩耀目数日”。此外，晋明帝、戴逵也善画佛像，瓦官寺大殿外即有戴作的文殊壁画。此外，综合建筑、雕塑、绘画的石窟艺术也发轫于此时期。佛教音乐和文学方面，道安倡始在上经、上讲、布萨等法事中，都唱梵呗，并弘传帛尸梨蜜多罗所授的高声梵呗，帛法桥作三契经，支昙籥裁制新声，造六言梵呗，梵响清美。

### 隋朝
北周隋国公杨坚于581年取代北周，建立隋朝，是為隋文帝。在位期间，大兴佛教，并招请隐居僧侣出山，号召佛徒“为国行道”，使佛教再度兴盛于世，也使社会得到安定。文帝在治国上，采用并容儒教、佛教、道教相辅治国的政策，调和三教的关系。
炀帝杨广在位时，朝廷对佛教也是采取积极扶持的政策。炀帝本人也是佛教菩萨戒弟子。其在位时，下令装补故经，并写新本，修治和铸刻佛像很多，同时，也对佛教严加控制，把江南佛教有影响的名士集中在扬州，以便支配，并下令沙门致敬王者。

### 唐朝
佛教于隋唐之际，高僧辈出。佛法经过六百年之弘扬，由印度西域高僧之传授，各种佛经之翻译，高僧大德之注疏论著，三藏十二部的基本内容已经完备，人们依据修学之环境亦完全成熟。两汉南北朝时期，或因经典理解不深，或不圆融，各地僧人对于佛理之契会，各有主张，遂成支派。到了隋唐时代，因理解渐精，融会贯通，各领一门，或禅或净或律，演为宗派，竞相开发。。
唐朝虽以道教为国教，但佛教亦受到推崇，先后有唐高宗、武则天、唐中宗、唐肃宗、唐德宗、唐宪宗、唐懿宗和唐僖宗八位皇帝六迎二送供养佛指舍利。每次迎送声势浩大，朝野轰动，皇帝顶礼膜拜，等级之高，绝无仅有。

#### 初唐时期
唐高祖于帝业初创时，曾奉佛求福，即位后，更设十位大德以统摄僧尼。唐太宗在清除南方割据、平息骚乱时，曾得少林寺僧兵之助；在即位后，下诏在全国“交兵之处”建立寺刹。他还在玄奘西行求法归国后，于慈恩寺组织大规模的译场，法相唯识宗即在太宗的支持下创立。武则天更是崇信佛法，她实行了一连串的佛教措施：开沙门的封爵赐紫，诏令僧尼于道士、女冠之前，于寺院中设立悲田养病坊，组织译场，开凿龙门石窟。其中以对神秀大师的礼遇，使禅宗大盛；而诏令新译《八十华严》，更是直接促成法藏创立华严宗。

#### 盛唐时期
盛唐佛教义学蓬勃发展，促成大乘各汉传佛教宗派的建立。重要的有智顗创立的天台宗；吉藏创立的三论宗；玄奘和窥基创立的法相宗；道宣、法砺和怀素分别创立的律宗，有南山、相部和东塔三家；由北魏昙鸾开创，隋代道绰相继，而由唐代善导集成的净土宗；弘忍的弟子神秀和惠能分别创立的禅宗的北宗和南宗，在中唐惠能一脈獨霸之後，又陆续出现“禅门五家”，即临济、曹洞、沩仰、雲門、法眼五派；賢首创立的华严宗；由印度僧人善无畏、金刚智、不空和惠果所奠定的密宗。这些宗派创立后，随着盛唐中国的影响，不久即传播海外。
唐玄宗崇信密教，对善无畏、金刚智礼敬有加，曾请不空入宫授予灌顶，因之密宗兴盛一时。唐肃宗亦曾召不空等百余沙门入宫朝夕诵经祈福，并受灌顶皈依。唐代宗除下令建寺、度僧外，并于戎狄入侵之际，召沙门诵《仁王护国般若波罗蜜多经》为国民消灾。唐宪宗时，迎佛骨于凤翔法门寺，更掀起社会上一股崇佛的热潮。

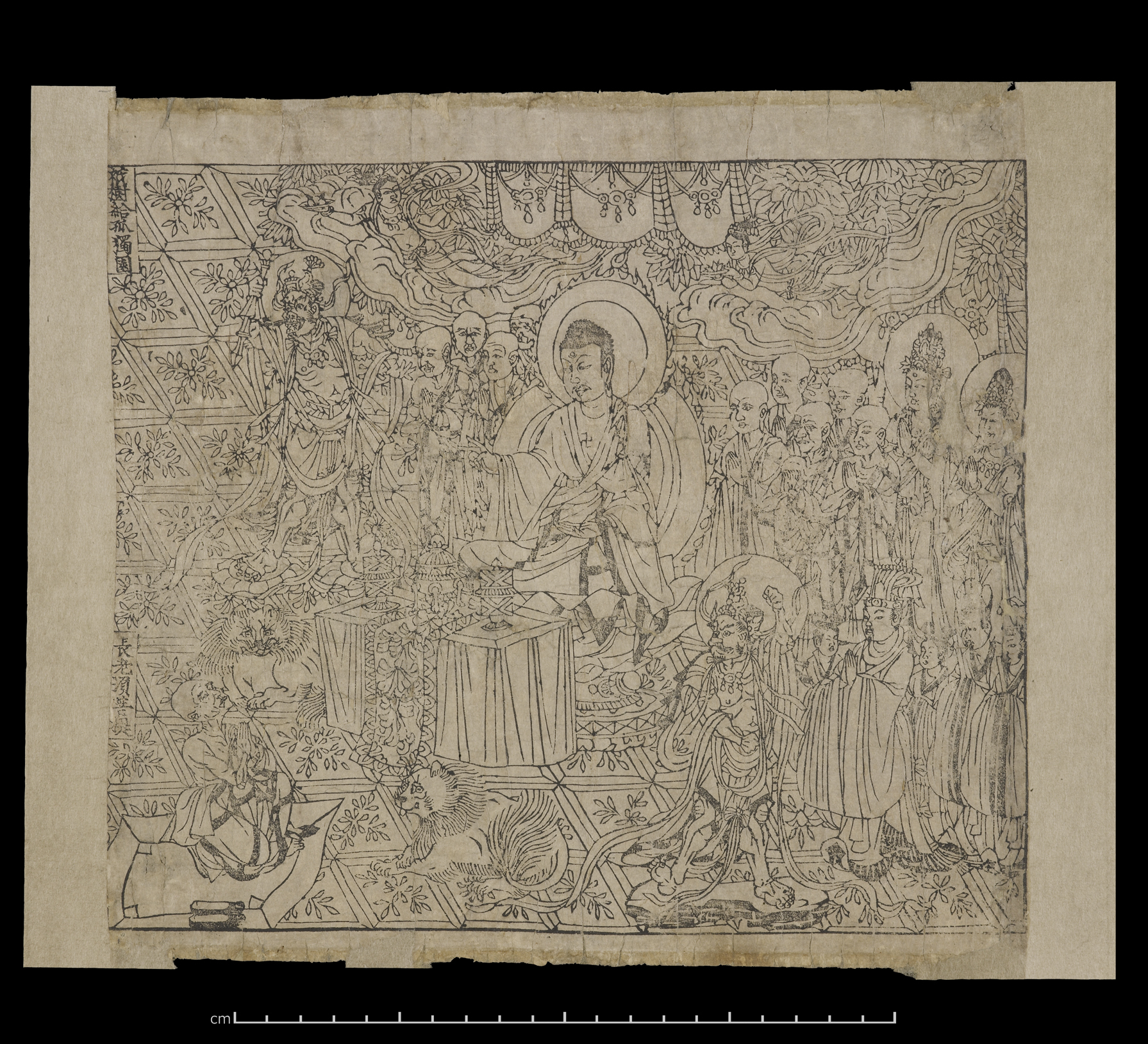
敦煌出土的唐代金剛經為世界上現存最早的印刷書籍，现藏于大英图书馆

#### 中唐晚唐时期
会昌五年（845），由于社会动荡、经济衰退、道教盛行的原因，唐朝发生了大规模的禁佛事件。唐武宗下令没收寺院土地财产，毁坏佛寺，佛像，淘汰沙门，勒令僧尼还俗。佛教受到极大的打击。
至晚唐之後，十大宗派名存實亡，三論宗、唯識宗、成實宗、俱舍宗、密宗等各宗都被禅宗、净土宗、华严宗、天台宗、律宗所融摄。例如《大悲》、《尊胜》、《准提》、《秽迹》等的唐密密法为大众知悉，详细仪轨在等出家众中隐密传承下来。
唐朝宗派之中，禪宗發展最盛。禪宗，自六祖惠能大師以降，晚唐至北宋初之間，先分出五大支派，盛極一時，後只剩臨濟及曹洞二派。大慧宗杲禪師的看話禪與宏智正覺禪師的默照禪是南宋時最主要的兩個流派，其中又以看話禪的影響最大。
公元868年制、敦煌莫高窟千佛洞出土的《金刚经》，雕刻精美，刀法纯熟，图文凝重，墨色匀称，文字清晰，雕刻技术已达到了高度熟练的程度，是现存世界最早的印刷书籍之一。后由英国考古学家马尔克·奥莱尔·斯坦因从王圆箓处购得，上面标明“咸同九年四月十五日（公元868年）”等字样，现存英国伦敦大英图书馆。此外，位于今中国四川省乐山市的乐山大佛，高71米，是世界上最大的石刻佛像。现成为一项文化与自然双重遗产被列入世界遗产名录。其工程浩大，耗时九十年完成。

### 五代十国时期
五代十国时期，由于时局分裂及战乱纠纷。南方地区相对稳定，区域佛教文化兴盛；北方则战乱频繁，佛教遭到严重限制和破坏。周顯德二年（955年）周世宗廢佛，廢天下佛寺，融毀天下佛像，鑄行銅錢“周元通寶”，錢質與鑄量均居五代之冠，其毀佛行為，史稱“三武一宗”。
南方吴越国佛教发展兴盛，统治者錢鏐、钱弘俶十分崇尚佛教，大建寺院刻印佛经，阿育王寺，湖州天宁寺所藏《宝箧印经》、杭州雷峰塔的金铜十六罗汉像即是该时期作品。后晋时任瓜州节度使的曹元忠崇尚佛教，他于开运四年（947年）组织刻印了一批佛像，大量散发。

### 宋、辽、西夏、金

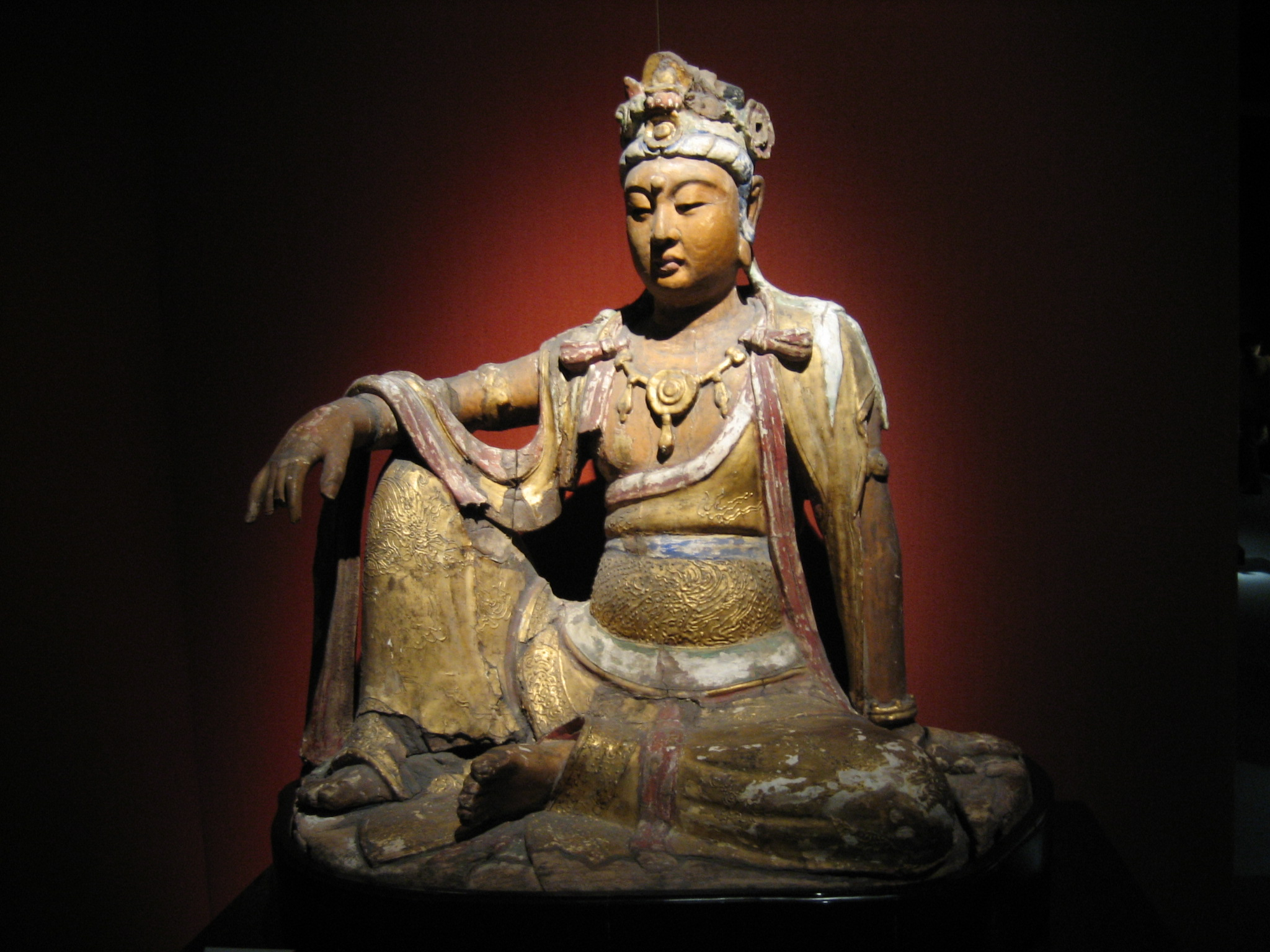
宋朝木雕彩绘水月观音像，现藏于上海博物馆

#### 北宋时期
北宋初期，朝廷对佛教采取保护政策。宋太祖建國後，馬上廢止後周世宗毀佛詔令，讓佛教復興，派遣使者西行求佛法。隨著僧侶人數眾多，又修訂了出家的考試制度。開寶四年，下詔張從信等人往益州（今四川成都）雕造佛经全藏，後世稱為《開寶藏》，這是中國全藏刻版印刷的開始，也是以後官方私人刻藏及高麗刻藏的共同依據版本。後來，更雕造了《崇寧藏》、《毗盧藏》、《圓覺藏》和《資福藏》等的刻版。太宗時，興建太平興國寺，設立譯經院，復興了官刻譯經活動。宋代理學非常盛行，雖然理學受到禪宗影響，但也因為儒家思想的影響時有排佛論調，故排佛後又皈佛者甚眾。天台宗得到高麗傳回佛教典籍而弘揚一時，雖然教義博洽深玄，但以律行、禮懺、念佛等方法輔助，所以能夠在各地普及。在華嚴宗方面，因教義與禪宗同為真常唯心的宗派，所以能夠藉助禪宗復興，呈現「教禪一致」的風氣。當中以子璿、淨源二位大師最有影響力，後者被稱為「賢首中興」。律宗方面，有允堪、元照致力於律學著作，得到大部分天台宗師兼講授戒法，促使律學中興。禅宗则继续发扬。諸派宗師多推行教學，讓佛學普及於民間。
宋朝管理佛教事务的中央机构是左右街僧录事，隶属于鸿胪寺。各州府或大刹设僧政司，管理一境或一寺事务。宋朝沿用唐朝的度牒制度，度牒相当于出家许可证，没有度牒就属于不合法的“私度”。度牒制度原本是为了控制僧尼人数，限制寺院的规模。但是自神宗朝起，为解决财政短缺，政府开始将度牒货币化，度牒沦为国家的敛财手段。其后度牒买卖始终参与国家财政运转，徽宗时期和绍兴年间尤为严重。宋徽宗時期，因為他篤信道教，佛教遭到破壞，燒經毀像，並將道士地位放在僧尼之上。佛教嚴重受挫，除禪、淨二宗外，其餘則多被湮滅。
宋儒理学一方面汲取佛教华严、禅宗的思想，从而丰富了儒家内容，另一方面又批判和排斥佛教。排佛者中最著名的是欧阳修（而实际欧阳修的《蝶恋花》中有名句：“帘外无风，花影频移动。”被金圣叹评曰深于佛事。），但欧阳修的排佛思想曾受到契嵩和尚、宋朝宰相张商英、李纲和刘谧等人的反对。张商英作《护法论》创三教调和说，认为孔子之道与佛教所主张的识心见性、无上菩提之道无异儒参治皮肤之疾，道以治血脉之疾，佛以治骨髓之疾，三教本旨无违。

#### 南宋时期
南宋偏安，江南佛教虽仍保持一定盛况，但由于官方限制佛教的发展，除禅宗、净土宗外，其他各宗已日益衰微远非昔比。禅宗不立文字，不重经论，因而在会昌禁佛和五代兵乱时所受影响较小。净土宗强调称名念佛，一心专念阿弥陀佛名号，简单易行，且北宁以后禅教僧人又多归宿净土，故能绵延相续，直至近世，仍基盛行。

#### 辽朝

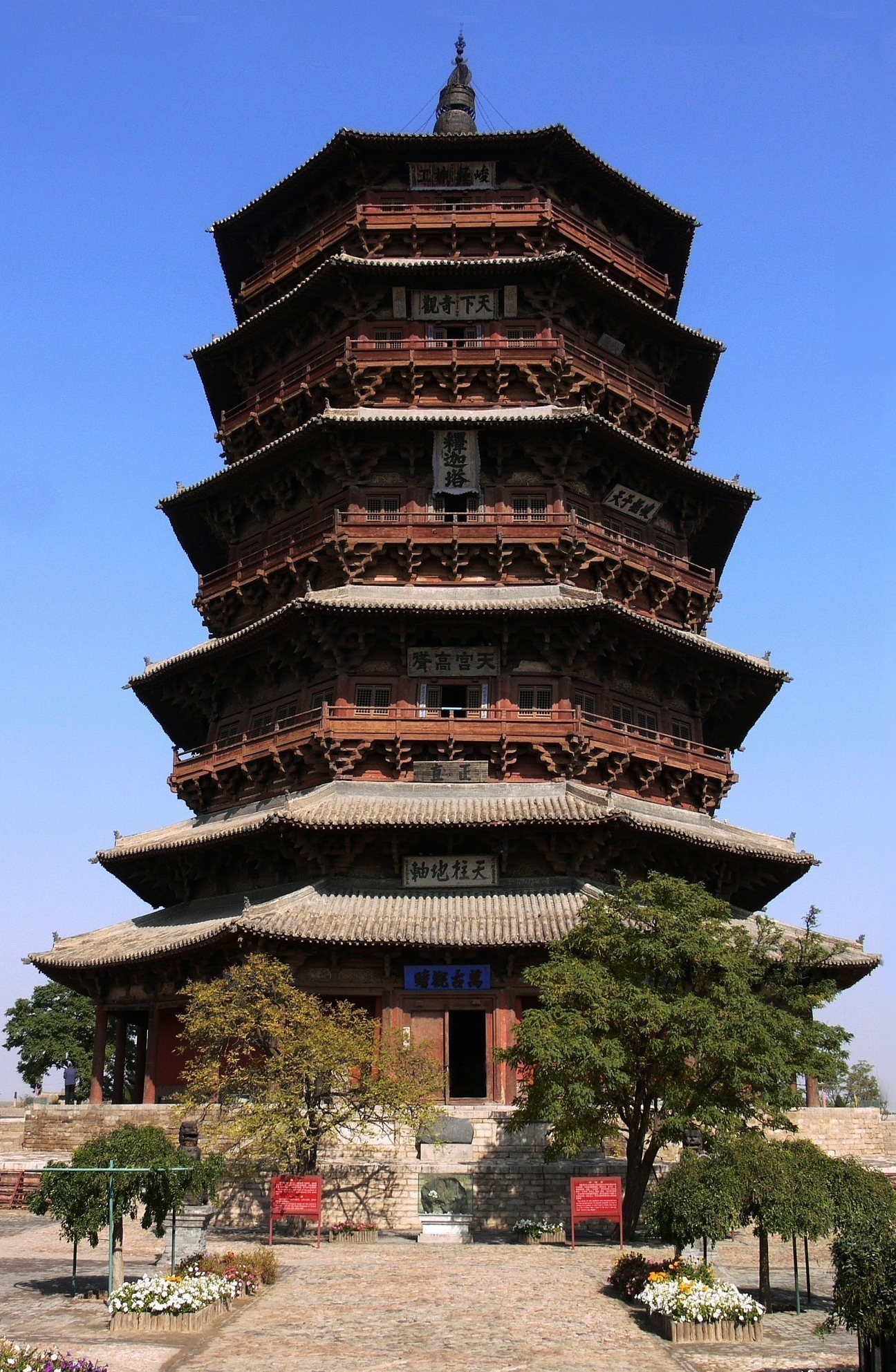
佛宮寺釋迦塔（应县木塔），位於山西應縣，建於1056年

佛教在契丹人建立的辽朝发展强盛。辽太祖有意吸收中原文化，曾建天雄寺宣传佛教；辽太宗取得了燕云十六州后，对佛教特加保护。山西大同的上华严寺为现今保存最大最完善的辽代寺庙；北京房山云居寺也是辽代修建。辽代最受推崇的是华严宗，其次是密宗，再次为净土宗以及律宗、唯识宗、俱舍宗等，而民间则流行信仰祈愿往生彌陀或弥勒净土。
从山西应县木塔佛像中发现的丹藏、佛经、和佛画，河北丰润天宝寺塔发现的佛经，内蒙古巴林右旗释迦佛舍利塔中发现的佛经，堪称佛教艺术瑰宝。雕塑作品刀法遒劲，栩栩如生。建筑艺术主要在佛塔和佛寺上体现出來，山西省灵丘县觉山寺西塔院中的觉山寺塔、北京市天宁寺塔、辽宁省辽阳白塔、海城析木城金塔造型美观，是辽代最流行的密檐塔中的杰出代表作品。河北蓟县独乐寺的观音阁兼唐代和宋朝之长处，雄健壮丽。

#### 西夏
党项族建立的西夏君王大多崇信佛教，除自宋朝请经及翻译、雕印佛经之外，并致力于寺塔的建设，故境内寺院林立。如李元昊曾于兴庆建高台寺，造高数十丈的佛塔；没藏氏（李谅祚母后）建承天寺。此二寺均以安置汉文佛经为主。其余各寺亦或为翻译西夏文经（高台寺），或刻印汉文佛经（贺兰山佛祖院、温家寺印经院），或刻印西夏文佛经（黑水城佛寺）。此外，该朝代佛教艺术、雕刻等亦极为发达，现存莫高窟有塑像与壁画的洞窟中，西夏所开者有三窟。

#### 金朝

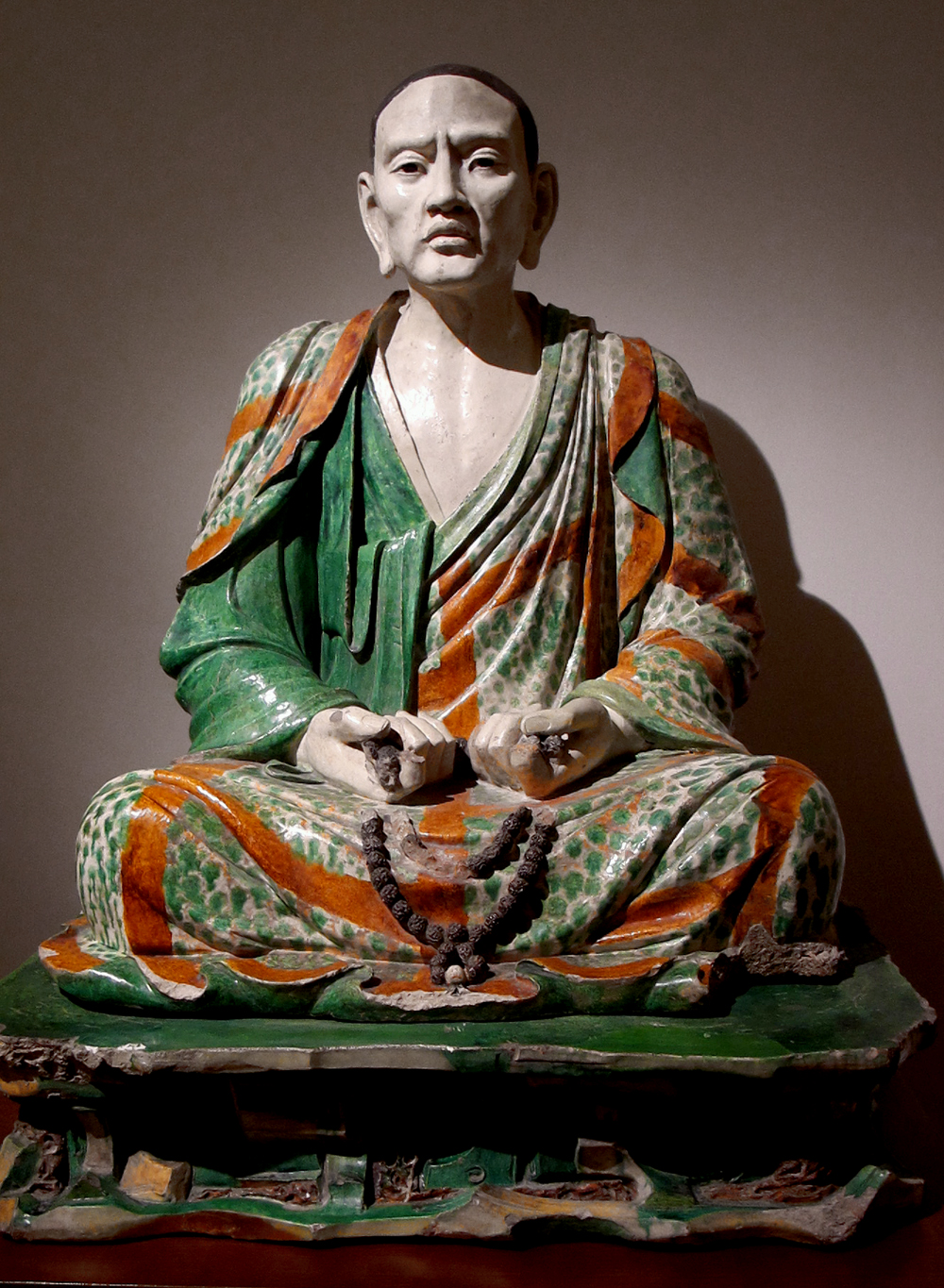
遼金時期跋陀羅尊者三彩像

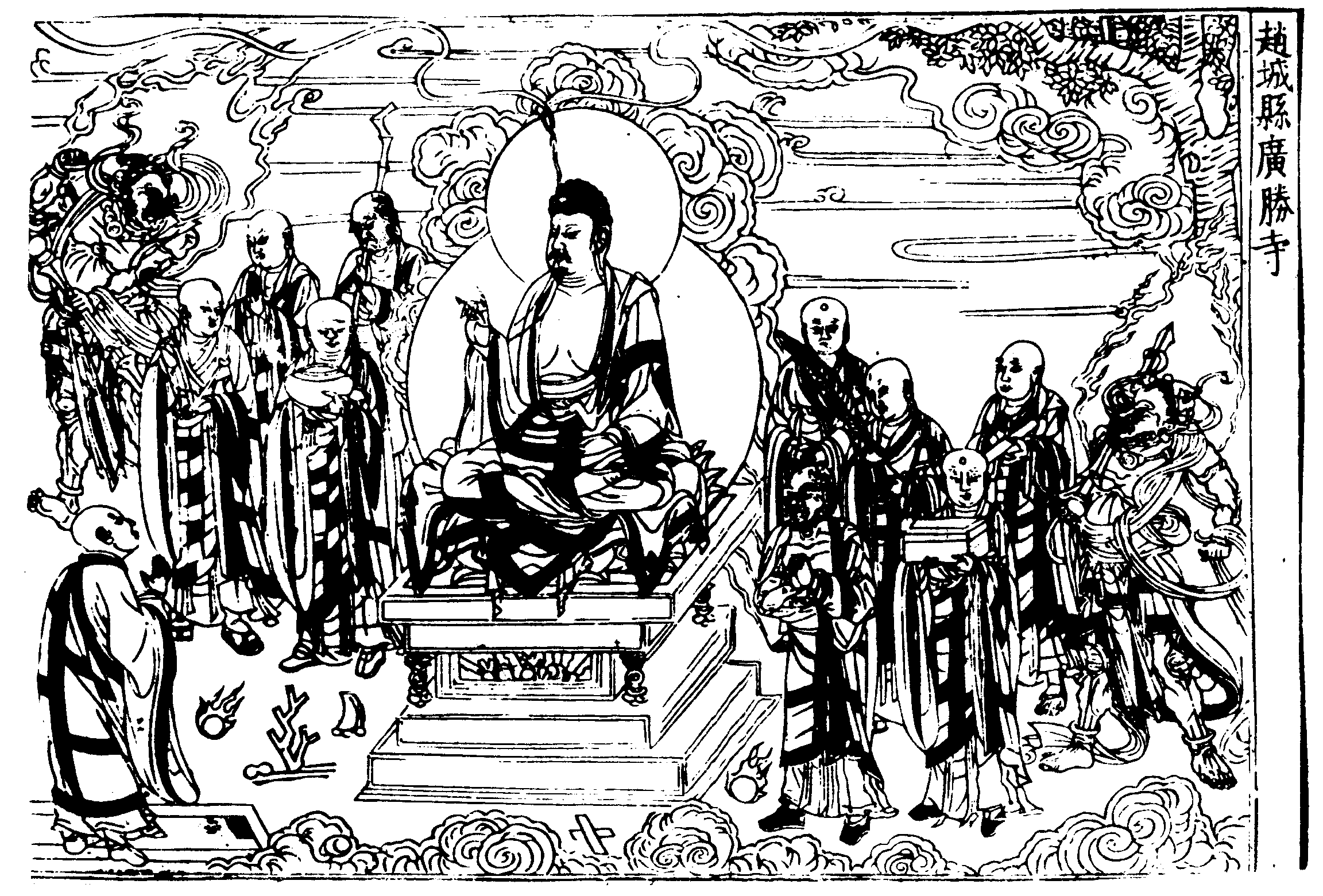
趙城金藏的卷首插圖

女真族在建立金朝之前以前已有佛教信仰，从它邻境奉行佛教的高丽、渤海等国传入的，其所受佛教影响亦深，禅宗盛行，净土宗与华严宗也比较流行。金朝建立后，帝室崇拜和支持佛教，金太宗常于内廷供奉佛像，又迎旃檀像安置于燕京悯忠寺（今北京法源寺），每年设会、饭僧，后于山西应州建净土寺。金代帝王对佛教都采取了有节制的扶持政策，使金代佛教保持兴盛。
金朝在经书刊刻上有举世闻名的《赵城金藏》，于1933年在山西赵城县广胜寺发现，现存于北京中国国家图书馆，为该馆“四大镇馆之宝之一”（其余三者为《永乐大典》、《敦煌遗书》和《四库全书》）。《金藏》是收录了唐朝玄奘法师从印度取回的佛经的稀世孤本，为无价之宝。

### 元朝
蒙元的统治者崇尚藏传佛教，但对汉传佛教也采取保护政策。佛教中的禅宗、律宗等继续流传、发展，寺院林立，僧尼众多，中央和地方设有严密的僧官制度，加以监督，颁行了《勅修百丈清規》，雕印了著名的普宁寺版的大藏经。

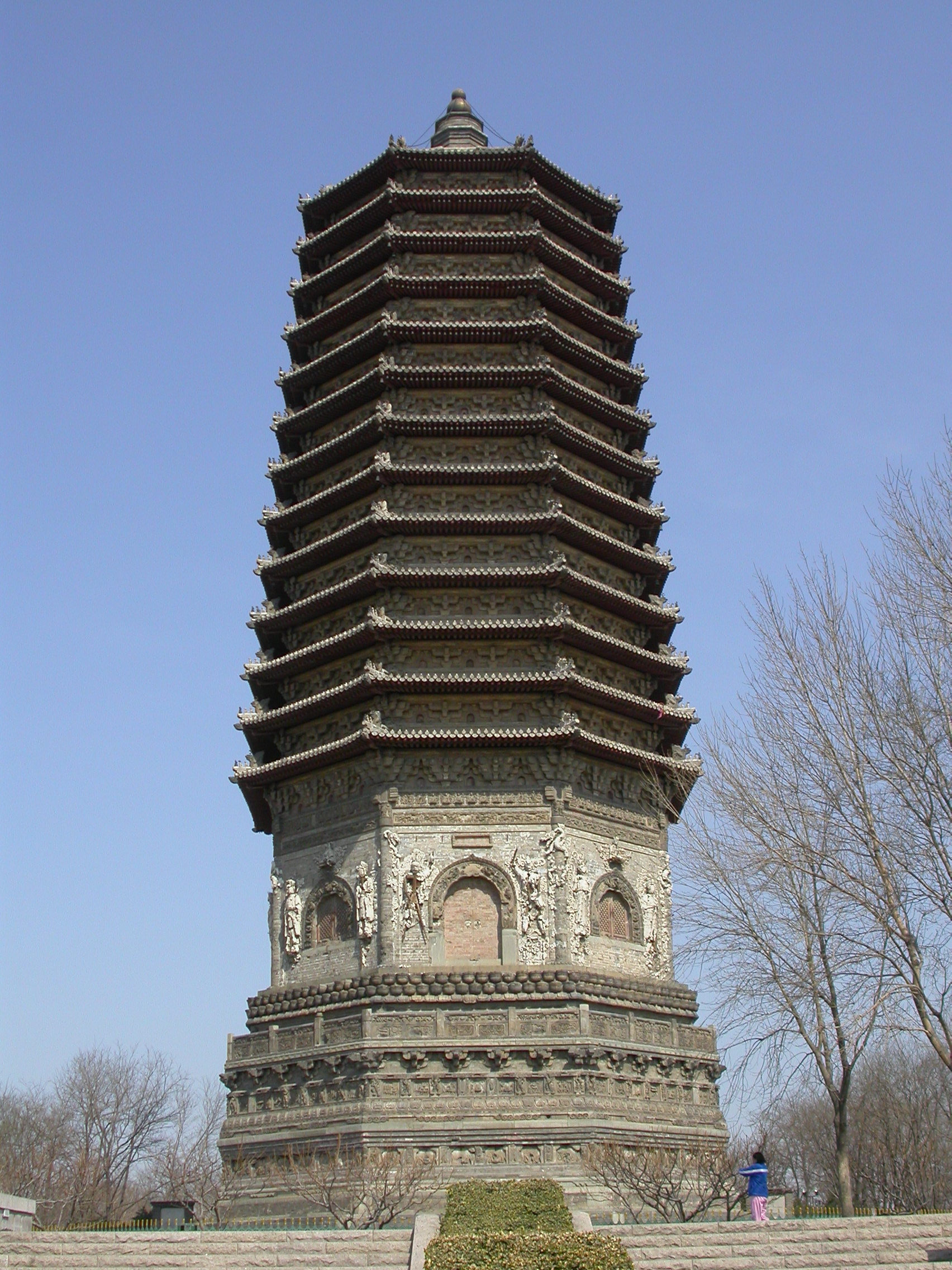
慈寿寺塔，建于明万历四年，即1576年

### 明朝
至明代，禪淨雙修、三教合一的潮流下，著名的明末四大高僧（紫柏真可、蓮池祩宏、憨山德清、蕅益智旭），雖然將禪宗的修行方法引入淨土宗，以禪宗的心態修行淨土，但是仍然是以淨土為依歸，與禪宗特重智慧開悟的風格已截然不同。淨土宗在佛門及民間成為信仰主流。
洪武元年（1368），朱元璋在金陵天界寺設善世院，命令慧曇（1304 —1371）主持管理全國佛教。在他的職位之下又設置了統領、副統領、贊教、紀化等宗教職位，以實施對佛教教團的管理。洪武十五年（1382），把全國寺院分為「禪」、「講」、「教」三大類，要求寺院僧眾專注於其專業，並且設定各類僧侶的服色，限制寺田的買賣。當中「禪」是指禪宗。「講」指華嚴宗、天台宗、法相宗等等；教則是指以前的律寺，從事瑜伽顯密法事儀式。
道衍（1335—1418）曾協助明成祖朱棣發動「靖難之變」。明成祖即位後，獎賞道衍冠帶而朝，退仍緇衣。此後，成祖開始偏袒佛教，並且為《法華經》作序，頌揚佛教功績；又親自編寫《神僧傳》。他對藏傳佛教非常重視。1403年，邀請哈立麻到京師，頒發「大寶法王」稱號，又給西藏宗喀巴之弟子釋迦也失「大慈法王」稱號，並且擔任國師。永樂年間，受封的藏族喇嘛共有五王、二法王、二西天佛子、九大灌頂國師、十八灌頂國師。
朱元璋與朱棣奠定了明朝的佛教政策，但基於政治經濟的考慮而往往搖擺不定。明初葉，曾廢除僧侶免丁錢，度牒免費發給；但嚴加管制剃度方面，規定了發牒的數量與時間，出家的年齡和考試的準則。明代宗景泰二年（1451）為了籌募經費而開始販賣度牒，直到明末，導致僧尼劇增，寺院林立。根據《大明會典》的統計，成化十二年度僧人數達到10萬，二十二年則已經倍增。從總體上來看，雖然明代佛教以仍然流行禪宗和淨土宗，可是佛教思想上的發展則甚少。

### 清朝

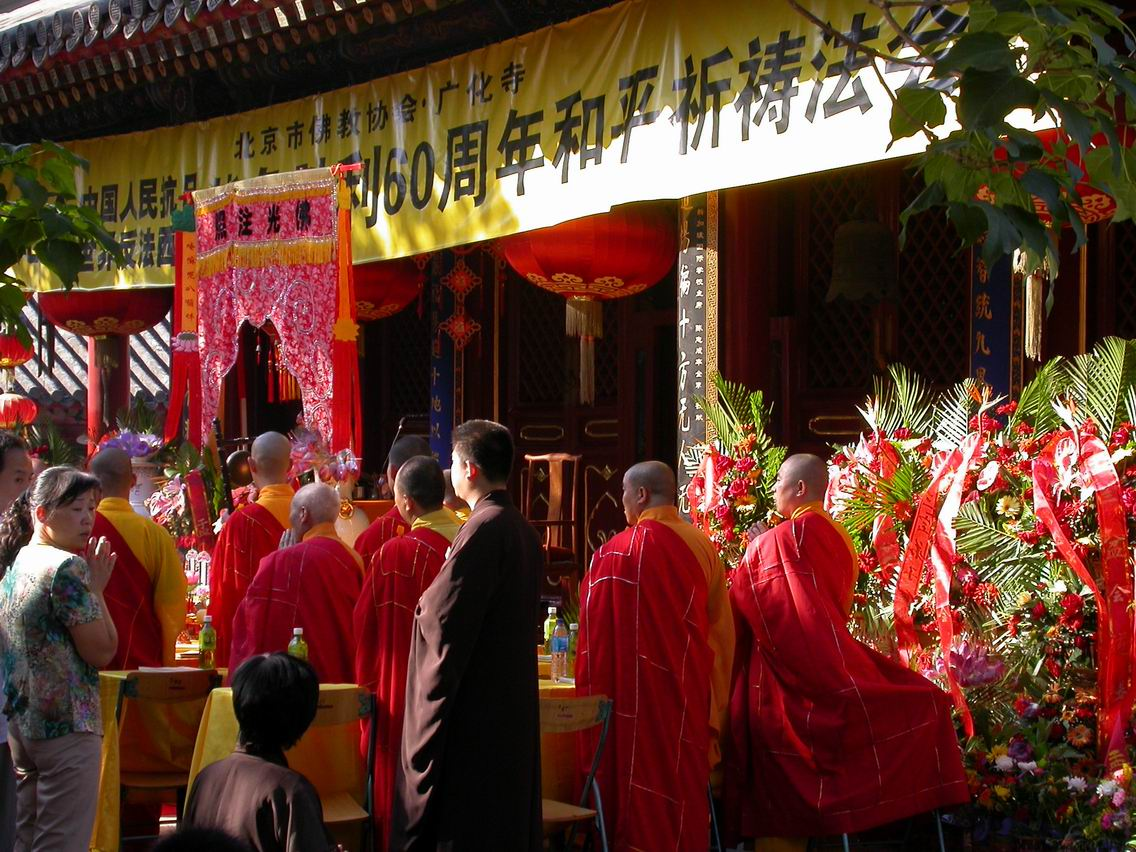
北京广化寺佛教盛会

清初皇室崇奉藏传佛教，对汉传佛教采取限制政策。康熙时禁令稍弛，迎请明末隐居山林的高僧重返京师，使已经衰微的佛教一时又呈现出活跃的气象。满清對於佛教的政策基本上是繼承明代的僧官制度，在北京設立了僧錄司，所有宗教官員都經禮部考試輪選，最後由吏部委任。所有僧官的職別名稱，和明代無異。清初順治二年（公元1645年）禁止京城內外私下建造或拆毀寺廟與佛像，禁止私度僧尼，只容許官員發出度牒。後來更針對私立庵院及私度僧尼指定律法。乾隆19年（公元1754年）因為私度僧尼人數太多，累計頒發過各省度牒部照多達34萬餘張，而無法管理，所以取消官給度牒制度，直到清末。清末時，全國僧尼大約高達80萬人。
清朝官方最初接觸到的是藏傳佛教，並且受到清太祖的禮遇。當時西藏的五世达赖罗桑嘉措已和清太宗建立了關係，並受冊封。清朝非常重視西藏地區的政教事務，為此設立駐藏大臣，並且制定了《欽定章程》共二十九條，讓所有西藏寺廟和喇嘛都受理蕃院所管理。
汉传佛教方面，清世祖愛好參禪，曾召海會寺憨璞性聪、浙江玉林通琇、道忞、茚溪行森、旅庵本月、山曉本晰等入宮內說法。清世宗曾自號「圓明居士」，把古德參禪語要編輯成《御選語錄》共十九卷，更從章嘉國師學習禪學。章嘉國師就是負責把《藏文大藏經》全部翻譯成滿文。從整體來說，清代的佛教宗派，都是繼承着明朝，當中以禪宗為最流行。
翻譯佛經方面，側重於國內各族文字的互譯。譬如北京黃寺一世土觀受詔把藏文藏經《甘珠爾》部分譯為蒙文，把藏文大藏翻譯為滿文。工布查布等人則根據藏文佛典譯成漢文的有：《造像量度經》、《造像量度經解》、《彌勒菩薩發願王偈》、《藥師七佛供養儀軌如意王經》、《修藥師儀軌布壇法》、《白救度佛母贊》、《極樂願文》、《釋迦佛贊》等等。除了翻譯佛經外，刻經事業也很蓬勃，各地所刻的僧傳、語錄等都集中於嘉興楞嚴寺，譬如《續藏經》、《又續藏經》。根據《福州鼓山庋藏經目錄》，福州鼓山清初所刻的有《華嚴經》、《華嚴疏論纂要》、《憨山夢游集》等。雍正11年（1733年），於北京賢良寺特設藏經館作校閱編稿。四年後編輯成《龍藏》，內容包括了明刻《北藏》本、相關的經論義疏及禪宗語錄等七千餘卷。乾隆年間刻刊了《蒙文大藏經》、《滿文藏經》共二千四百六十六卷。道光以後，佛教衰落，但佛教徒仍致力於經典的校刻與流通。例如，自同治五年（1866年），鄭學川曾先後在揚州、蘇州、常熟、杭州等地設立刻經處，發刊的佛經接近三千卷。民间则更为流传，在许多民间文艺作品中普遍存在。

### 1911年以後（中華民國、中華人民共和國）
晚清至民國肇建之際，鑑於佛教之衰微，先有楊仁山居士創建金陵刻經處，精印佛典，大量流通。許多在中國失傳的佛教典籍，又陸續由日韓傳回中國，原先失傳的許多宗派，開始又復活了起來。金陵刻經處同時又有教育的功能，近代中國的兩大教育重鎮——歐陽竟無的支那內學院，與太虛大師的武昌佛學院，都是起源於金陵印經處。
民国初年，佛教大德如太虚大师、欧阳竟无等繼續大力倡导与推动。欧阳竟无等自日本请回大量唐代的法相宗文献，而复兴与发扬了法相宗。太虚大师力倡佛教的现代化运动，有改革佛教的思想与举措。对内整合佛教的现代思维：主八宗并弘外，将汉传佛教分为法相唯识、法性空慧、法界圆觉三大系。对外则有现代的取经运动：派遣学僧分赴锡兰、印度、西藏等地留学，以从事巴利文、梵文、藏文之研究。虚云法师、印光法师、弘一法师、赵朴初等佛教大德相继涌现，促成汉传佛教复兴。
民國三十四年（1945年），国共内战开始，因为战争及中共不允许宣扬佛教等因素，許多中国大陆僧人陸續前往台灣定居。此时，漢傳大乘佛教在台灣以不同於往日漳泉式观音神化的形象，正式積極耕耘。经几十年的宣教，漢傳佛教于1980年代中期开始于台湾流行。加上经济发达、政治松绑等因素，台灣原本釋道混一的民間信仰，逐漸被漢傳佛教取代。不但佛教信徒增多，以往从未出现的佛经谒语也大量出现于各种场合。太虚法师、印顺导师、证严法师、聖嚴法師等所提倡的“人间佛教”，使佛教更走入在家众，也更贴近人们的需求。法鼓山推動的"心靈環保 （页面存档备份，存于）"與"人間淨土"，更蔚為風氣，將佛教核心思潮帶到生活哲學之間。
文革时期，受破四旧影响，汉传佛教寺庙及僧侣管理遭到严重破坏。文革结束后，中国国务院组织进行修复和保护工作，设立中国国家级文物保护单位，其中众多全国重点文物保护单位为佛教寺庙与建筑。同时，1983年4月9日国务院批转《国务院宗教事务局关于确定汉族地区佛道教全国重点寺观的报告》，绝大多数为中国大陆境内汉传佛教重要佛教寺庙，共142座，以进行保护管理工作。
21世纪，汉传佛教的发展得到进一步提高。2003年，臺灣佛教的信徒约有548.6万人，占全臺灣2300万人口的23.9%，其中以净土宗、禅宗及无所属的宗派居多。如就佛教团体来看，则以法鼓山 （页面存档备份，存于）、中台山、佛光山、靈鷲山無生道場以及慈濟基金會等五团体的影响力最大，也被人视作台湾佛教五座山。2006年，慈濟基金會創辦人釋證嚴宣布「慈濟宗」立宗，以「靜思法脈勤行道」、「慈濟宗門人間路 」為宗旨。法鼓山聖嚴法師，則於同一時期，推動「漢傳禪佛教－中華禪法鼓宗 （页面存档备份，存于）」。
海峡两岸组织大型佛教论坛，世界佛教论坛是中国佛教协会和中华宗教文化交流协会定期举办的世界性的佛教对话交流论坛，首届世界佛教论坛于2006年4月13日至16日在中国杭州市和舟山市举行。第二届世界佛教论坛于2009年在无锡灵山和台北举行。2009年5月，合十舍利塔落成暨佛指舍利安奉大典陕西法门寺举行，这是自唐朝后中国最大规模的佛祖舍利安奉大典。

## 兩岸三地以外的汉传佛教

### 日本
《日本书纪》記载佛教传至日本始于西元538年（或說552年）飞鸟时代钦明天皇，有百济圣明王始赠予释迦佛的金铜像与経论。
唐朝时期，日本高僧空海赴长安学习佛法，曾寄居大相国寺。回日后，他在弘扬佛法的同时，创造了日本文字“片假名”。道昭、智达、智通从玄奘受学，其后又有智凤、玄昉从智周受学，归日本国后分为南寺、北寺两传法相之学，而成立专宗。中国又先有道璇赴日讲《华严》等经，继而新罗审详从贤首学法，授之日僧良辨，而成华严宗。日僧道光先入唐学南山律，后鉴真律师赴日传戒，成立了律宗。这些宗派都建立在日本奈良时代，连同先前传入日本的三论宗、成实宗，又附唯识学传入的俱舍宗，并称为奈良六宗。其后日都由奈良迁去平安，而入平安时代，又有最澄入唐从天台宗道邃、行满受学，归国创天台宗，日莲宗为此宗分出。空海入唐从惠果受两部秘法，归创真言宗。在唐朝以后，日本佛教颇具规模。
宋神宗时，日僧成寻曾率第子前来巡拜。日本佛教界出于对大相国寺的钦慕，在京都也设立了相国寺，并承汉传佛教之风，将禅寺中高等级者列为“五山十刹”。
日本佛教自唐代传入，为纯正汉传佛教。日本佛教的宗派，除了日蓮正宗和淨土真宗之外，都溯源自漢傳佛教。此后日本佛教受欧美学术的影响，走入现代的佛学研究领域。直接透过巴利文、梵文、藏文等原典之研究风气来研究佛学，是以语言学、文献学等为主的研究。或以比较宗教学之立场重新评估佛教。日本所編的《大正藏》是學術界引用汉传佛教文獻的標準來源。
现代日本的佛教，是现代学术化的佛教。日本每个国立大学里，几乎都设有印度哲学科和中国哲学科，以资佛学研究，同时在各宗派中，都设有佛教大学或佛教专科学校，作为佛学的研究机关。

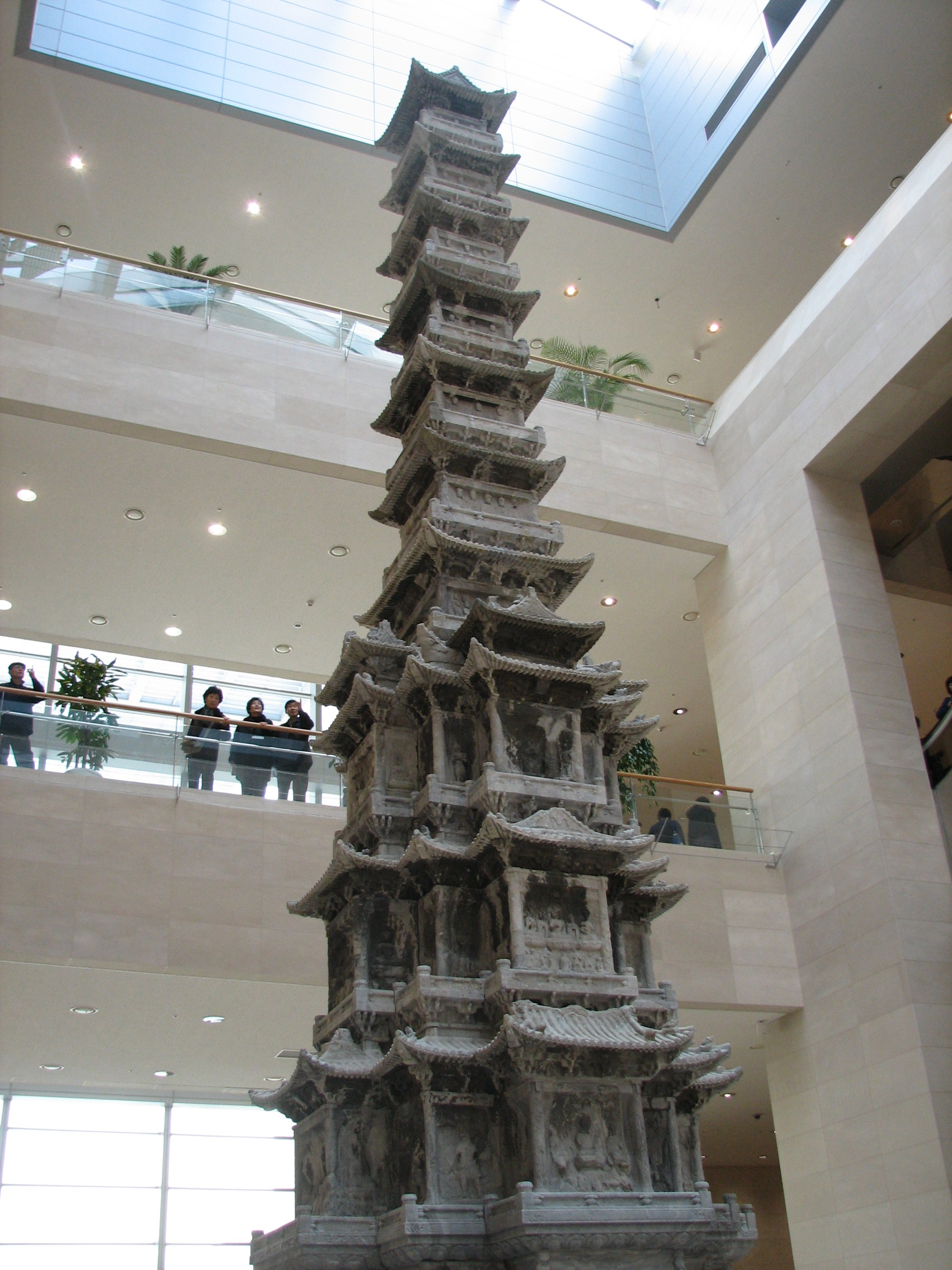
高麗時期的敬天寺十層石塔，高13米現藏於韩国国立中央博物馆。

### 朝鲜半岛
朝鲜半岛佛教是在公元4世纪从中国传入的。当时朝鲜半岛分为高句丽、百济、新罗三国。公元372年，中国姚秦苻坚派遣使节以及沙门顺道法师赠送佛像和佛经给高句丽；384年，印度沙门摩罗难陀自中国东晋赴百济传教；此后不久，新罗则从高句丽接受了佛教。 
唐朝天台宗八祖左溪玄朗时期，新罗法融法师带领弟子理应及纯英入华，在玄朗大师门下参学，从而与唐朝天台宗的中兴祖师荆溪湛然尊者为同门。以后他们三人回国弘扬了天台教观。唐代末年，由于“会昌法难”，天台宗的经典章疏大量毁失。五代十国的吴越王钱弘心仪佛教，在天台宗名僧义寂的建议下特派使者至朝鲜、日本访求已经散佚的天台教典。公元961年，高丽国王遣僧谛观入华，他将若干论疏和著述送至螺溪义寂尊者处，并留在义寂身边研习，后示寂于天台山，著有著名的《天台四教仪》传世。谛观的携天台教典入华，对于天台宗在宋代的复兴产生了极大的推动作用。
宋代，随着天台教义在高丽的传播，至高丽的大觉国师义天时始创立天台宗。海东佛教包括天台宗在高丽王朝统治中达到鼎盛。而在李氏朝鲜的抑佛政策下，天台宗被并入禅宗。此后天台宗被泛佛教的浪潮吸收，仅在民间深层中绵延不绝。
13世紀高麗王朝高宗時再次雕刻的《高麗大藏經》，被聯合國教科文組織認定為世界遺產，在汉传佛教各版大藏經中以內容準確無誤聞名，日本後來修訂《大正藏》就以它作為底本。

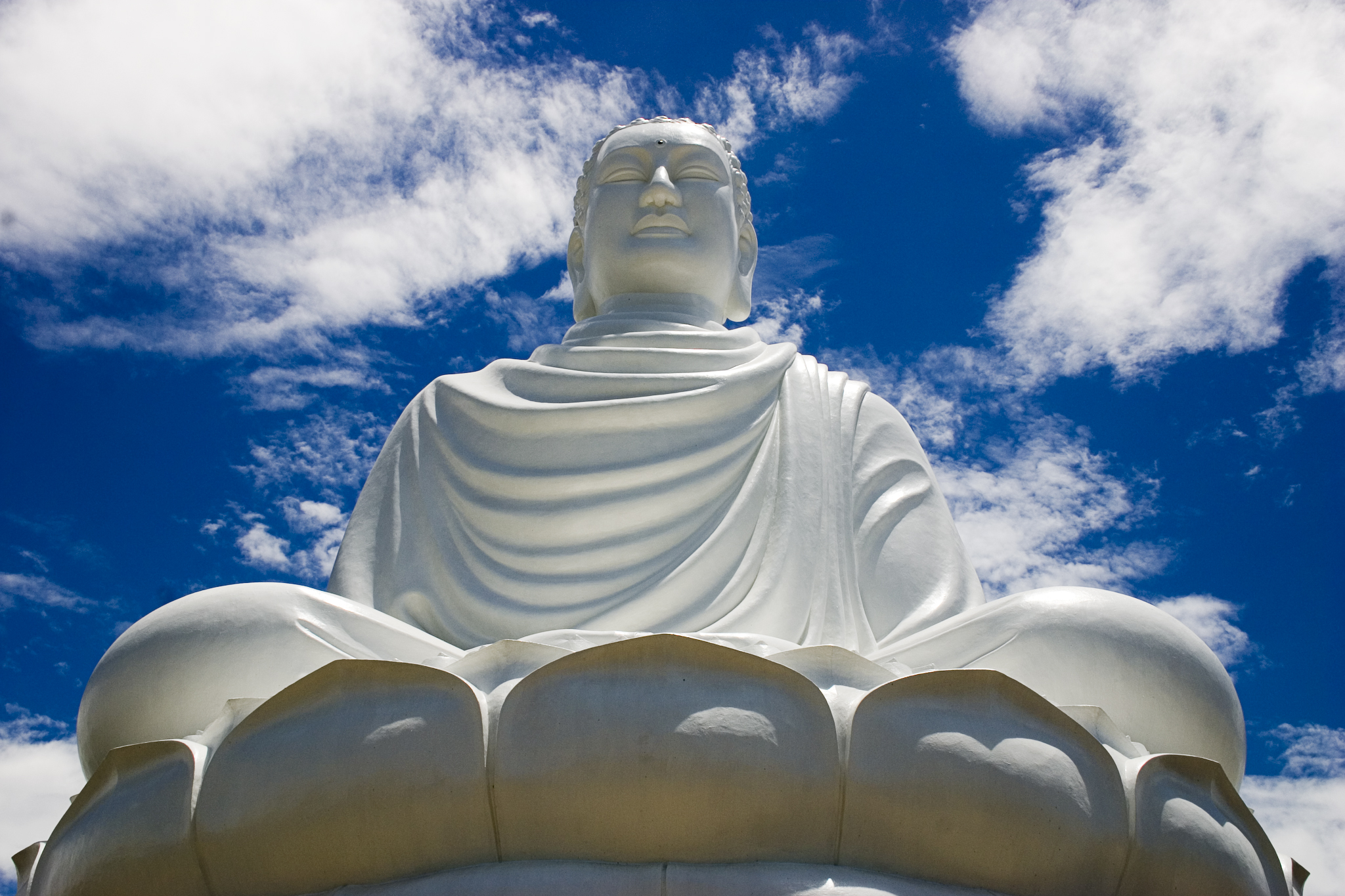
位於越南芽莊市的大佛

当今，韩国和中国的佛教交流十分频繁。

### 越南
越南地處中國南部，因為當地的佛教是從中國傳入，也是北傳佛教國家之一。從1世紀到9世紀，越南東京是屬於中國領土（即東漢至西晉時期的交阯郡）。自從公元2世紀，儒學與大乘佛教開始傳入，然後慢慢非常流行。在李朝，朝廷把佛教定為國教，各代國王都推崇佛教，甚至出家為僧，導致大量僧人湧現，處處皆寺的局面。由於確立了僧團制度，在各地都有专门負責教門公事的机构。

## 漢譯三藏
佛教發源於印度，漢譯經典既有梵文與西域諸文的原典, 亦有（南傳佛教）巴利文原典。然而從研究佛教歷史而言，漢譯三藏有獨特的價值。從經藏說，汉譯阿含經中的《雜阿含經》與《中阿含經》，屬於說一切有部，《長阿含經》屬法藏部，《增一阿含經》屬於大眾部，與巴利文尼柯耶五部僅屬分別說部一部不同。從律藏說，汉譯的毗奈耶包括了大眾部、分別說部（化地部、法藏部、飲光部、赤銅鍱部）、說一切有部、犢子部的戒本，而南傳與藏傳戒本僅屬一部。從論藏說，部派的論，汉譯保存了說一切有部的《發智論》、六足論與《大毗婆沙論》，藏傳只有六足論中的《施設足論》。此外《成實論》也是漢譯獨有。大乘的論中，中觀派的《大智度論》與唯識派的《成唯識論》是漢譯獨有。
漢譯的種種異譯，修藏經時保持它的不同面目，不像藏傳的不斷修正，使順於後起的。所以研究漢譯經典，可以明了經典隨時代不斷變化的過程。漢譯三藏中，《高麗大藏經》與《大正藏》已經完全數位化，以光碟普遍流通。
由於印度的語言與文化與漢文化圈非常不同，佛經漢譯非常有挑戰性。漢譯佛經的風格大致可以分成三種：
1. 初期的安世高、支婁迦讖幾乎不懂漢文，由合作的漢人翻成漢文口語。
2. 鳩摩羅什的翻譯文白夾雜，易懂且有文采，此種風格廣受歡迎。
3. 玄奘法師是少數通曉梵文與文言的譯經人才，學術界認為他的翻譯精確而最忠於原文，但其多數譯經，語法與風格更接近梵文而不像漢文，沒有廣為流傳。

## 宗派
汉传佛教從印度經西域傳入漢地，初期主要是引進並翻譯佛經。隨着佛教在漢地的不斷傳播和發展，特別是南北朝時期諸多帝王大多崇信佛教，翻譯了大量佛經，佛教徒和佛教學者的數量也空前增長；另一方面，佛教在傳播過程中也不可避免地受到儒家思想、道家思想等的影響，做出一些適合中國國情的改變。因此漢地逐漸形成了自己獨特的佛教思想和理論，漢地佛教宗派形成的條件已經具備了。
隋唐時期是漢傳佛教的鼎盛時期，各大宗派都已成立，發展頗具規模。但是由於佛教發展過程中本身所產生的各種問題，以及三武一宗滅佛造成的四次法難，大量佛經典籍被毀，諸多宗派被嚴重削弱，無法重現昔日輝煌。但是只有禪宗和淨土宗因為不立文字，學術性不強，沒有受到太大影響，反而在法難之後更加繁榮，直到今天。其中禪宗是汉传佛教的特色，而淨土則是汉传與藏传都有的大乘法門。
中國佛教歷史上可以細分為十三宗，經過合併後主要有八個大乘宗派和兩個聲聞宗派。十大宗派的說法，始於清末楊仁山居士整理日僧凝然《八宗綱要鈔》，補入禪宗、淨土二宗成為十宗。后又有人认为應有十一家。其中大乘的八個宗派流傳較廣，影響較大。中國佛教中的聲聞宗派并非來自南传佛教，而是与大乘共同来自于西域。

### 漢傳佛教十宗
聲聞
- 俱舍宗：前身為毗曇宗，以《俱舍論》為主要經典。
- 成實宗：傳自鳩摩羅什，以研習《成實論》為主的佛教學派。

大乘
- 涅槃宗 - 始於晉竺法護譯《方等泥洹經》二卷，法顯與佛陀跋陀譯出六卷本《大般泥洹經》，至曇無讖於北涼譯出《大般涅槃經》時開始盛行，分南北二派，北方以隨曇無讖譯經的道朗、慧嵩為主，南方則是傳自竺道生一系。隋代極盛，唐朝之後并入三論宗。
- 地論宗 - 始於北魏菩提流支及勒那摩提譯出世親所著《十地經論》，屬瑜伽行唯識學派。後併入華嚴宗。
- 攝論宗 - 被法相宗取代，始於南北朝梁、陳之際，在南方的真諦譯出無著《攝大乘論》，與世親之《攝大乘釋論》，與地論宗同屬瑜伽行唯識學派。在攝論宗出現之後，逐漸吸收了北方的地論宗，南方的地論師也慢慢式微。

隋朝
- 天台宗 - 最早一個完全由中國佛教論師所創立的本土性宗派。因智顗大師在天台山創立，故稱天台宗。以《法華經》為根本依據，又被稱為法華宗。
- 三論宗 - 大成於吉藏大師，奠基于南北朝僧肇、興皇朗、僧朗、茅山明法師。因以《中論》、《十二門論》與《百論》为根本依據，故稱三論宗。吉藏大師後，此派被天台宗、禪宗所融攝，沒有進一步的發展。

唐朝
- 淨土宗 - 開宗立派于善導大師。以《彌陀經》為根本依據。
- 律宗 - 因道宣律師在終南山創立，故又稱南山宗。奠基于南北朝法顯、慧光大師。以《四分律》為根本依據。
- 法相宗 - 因窺基大師在慈恩寺創立，故又稱慈恩宗。由玄奘法師自印度傳入中國，以《解深密經》為根本依據。
- 佛心宗 - 又称禅宗，咸認南北朝菩提達摩東渡中國起始，盛於惠能大師。
- 華嚴宗 - 由法藏法師創立，因法藏受封賢首國師，故又稱賢首宗。奠基於杜順法師。因其以《華嚴經》為根本依據，故稱華嚴宗。
- 密宗 - 唐玄宗時，由開元三大士善無畏、金剛智與不空三藏先後傳入漢地。以《大日經》為根本依據。

### 十宗祖師
作於清朝的《百丈清規證義記》以禪宗、律宗、懺摩宗、天台宗、華嚴宗、法相宗、法性宗、密宗、翻譯宗、淨土宗為十宗，各宗祖師為：

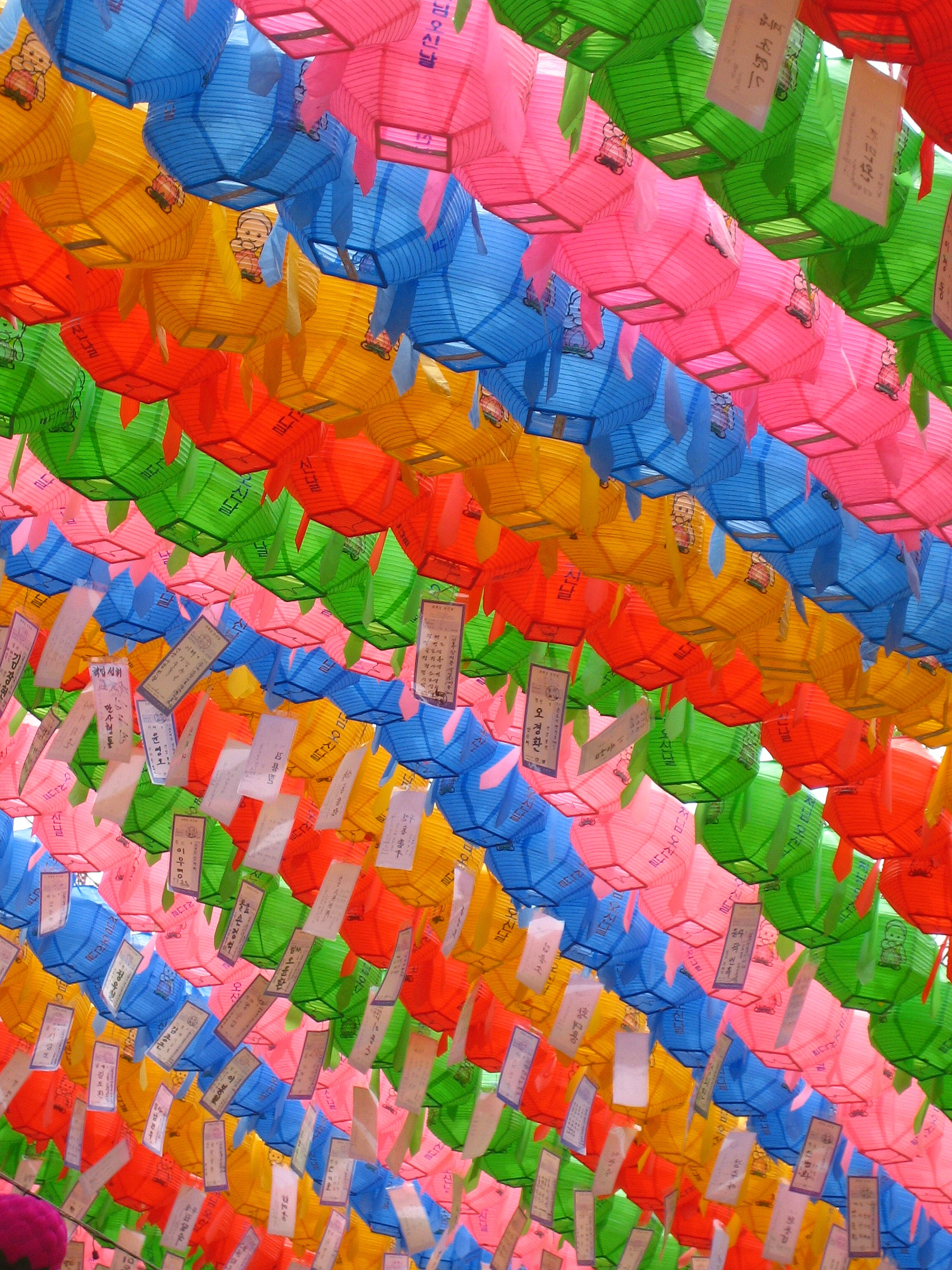
韓國慶祝佛誕的活動

- 禪宗，祖師為菩提達磨、百丈懷海。
- 律宗，祖師為曇無德、道宣。
- 懺摩宗，祖師為寶誌、悟達。
- 天台宗，祖師為龍樹、智顗。
- 賢首宗，祖師為杜順、賢首。
- 慈恩宗，祖師為玄奘、窺基。
- 法性宗，祖師為僧肇、道安。
- 密部宗，祖師為金剛智、不空。
- 翻譯宗，祖師為迦葉摩騰、竺法蘭。
- 淨土宗，祖師為慧遠、優曇普度。

## 佛事活动
汉传佛教的佛事活动主要有忏法、盂兰盆会等。忏法原为佛教忏悔罪愆的仪则和作法，起于晋代道安和慧远，历代相沿。盂兰盆会盛行于唐代，为每年农历七月十五日僧自恣日举行供佛及僧超度先灵的法会。宋以后又有水陆法会和瑜伽焰口，用以为众积聚“功德”超度先灵。
佛陀诞辰日（农历四月初八）、成道日（农历腊月初八）、涅槃日（农历二月十五日）皆为佛教重要节日，其中以佛陀诞日最为重要。此外，观音菩萨和地藏菩萨在汉地民间信仰颇盛，每逢传说中两菩萨的诞辰等节日，亦多举行佛事活动。汉传佛教的觀音是特別照顧婦女的慈悲女神，與藏傳佛教將統治者視為觀音的化身不同。

## 僧伽制度

### 出家
佛教徒为求解脱而出家修行。这种制度原非佛教所创始，古印度各個宗教的行者早有此风尚。佛教徒出家，先要剃发，这是取得僧人资格的必要条件。一般出家人不留胡须，但汉传佛教出家僧人剃后仍有复留者。

### 姓氏
汉传佛教中，出家僧侣都姓“释”，这与其他藏传佛教、上座部佛教不同。佛教传入中原时，出家的僧侣仍有俗姓，或依其皈依师父姓。晋道安法师有鉴于此，乃以释为姓，后人尊崇并成为定式。

### 受戒
佛教徒分为出家众与在家众。出家众包括比丘、比丘尼、沙弥、沙弥尼、式叉摩那；在家众包括优婆塞（男居士）与优婆夷（女居士）。
佛教徒出家，成为沙弥和沙弥尼，必须受持十戒：不杀生、不偷盗、不淫、不妄语、不饮酒、不涂饰香鬘、不视听歌舞、不坐高广大床、不非时食、不蓄金银财宝，以后受具足戒則成為比丘或比丘尼。比丘和比丘尼受持的戒稱為具足戒。中国汉地依循《四分律》，比丘戒有250条，比丘尼戒为348条。中國古代在受具足戒时有在头顶上烧香疤的习惯，现废除。藏传佛教依循《根本說一切有部律》，比丘戒为258条。东南亚盛传的南傳佛教比丘戒为227条，出家人依戒法规定受持具足戒，即取得正式僧尼资格。在南傳、漢傳、藏傳三大佛教傳統中，只有漢傳保存了比丘尼戒的傳承，南傳、藏傳現在沒有比丘尼的傳承。
汉传佛教在家众皈依要求受持五戒。出家众与在家众都可選擇受持菩萨戒。

### 安居与羯磨
安居亦称布萨、夏安居、雨安居。古印度在雨季的三个月里，禁止僧尼外出，认为此时万物滋生，外出行走，易伤草木小虫，应定居于一处，坐禅修学，接受供养。这段时间称为安居期。在中国，安居期为农历四月十六日至七月十五日。称夏坐或坐夏。安居前一日称结夏，安居终了举行自恣羯磨，称解夏。
羯磨，又称“作业”，意为“会议办事”。僧团按戒律规定，处理僧团或僧侣个人事务时，必须由一定范围内的全体僧众集会决定。一般表决方式为口头问答，征求同意。同意的不说话，不同意的表示意见。大家不说话，羯磨戒师就说：“僧人默然故，是事如是持。”有受戒羯磨、布萨羯磨、自恣羯磨以及临时商办某事而举行的羯磨等。

### 素食制度
《四分律》、《五分律》等声闻律典原仅禁酒、禁食蒜頭，不禁食肉。断肉食是《梵網經·菩薩戒》才有的規定。在梁武帝發表《斷酒肉文》前，漢傳佛教「律中無有斷肉法」，梁武帝萧衍根据《大般涅槃经》、《楞伽经》等教义，从因果轮回的理论上阐明了食肉的过失，提倡所有僧人都应成为菩萨，因此梁武帝發表《斷酒肉文》禁止僧人吃肉，之後漢傳僧人開始遵守《梵網經菩薩戒》不吃肉，从而在汉地“和尚不吃肉”这一印象得以固定下来。中国藏传佛教僧侣沒有嚴格禁止食肉，但大多數僧侶自發素食，除了条件不允許之外，亦不食肉。。中国傣族等上座部佛教僧侣一样，他们托钵乞食或受人供养，不能挑選任何食物，也不排除肉食。未受菩萨戒的汉传佛教居士可以选择是否遵守，一般只吃三净肉。

### 丛林清规
丛林，原称“阿兰若”，意为森林、丛林。印度原用以称僧众住处。佛教建立寺院后，泛指佛寺。清规即僧众日常应遵行的规定。在古印度，佛教原规定“三衣一钵，日中一食，树下一宿”。佛教开始传入中国时，原也仿效“依律而住”，逐渐建立了僧人日常行持、说法、普请（劳动）等的规则。中国最早是东晋道安立下的规范。唐代百丈禅师根据禅宗僧伽发展的需要，制定《百丈清规》，其中规定僧侣在修道的同时，必须参加农业生产、自食其力：“一日不作，一日不食”，过农禅的生活。元朝頒行的《敕修百丈清规》，为時人德辉禅师参照唐宋诸家清规，依托百丈禅师之名修订的。

### 寺院管理制度
古印度佛教僧团中，僧侶並無官職之制；印度僧團雖有上座（Sthavira）統領眾僧，及負責敲鳴犍稚、監督進食等事之維那、護寺（Vihāra-pāla）等職，但教權自治，如僧尼觸犯戒律，多由僧團自行裁決處分。古代中國僧尼則多受政府控管，故有僧官之設。
佛教传入中国后，逐渐形成严格的寺院管理制度。唐以前僧职有上座（全寺之长）、寺主（Navakarmika，堂宇營造、掌管僧務）、维那（Vihāra-pāla，掌管僧眾雜事），称为“三纲”。唐以后禅宗寺院职位繁多，主管一寺的称住持，亦称方丈、堂头和尚。下设执事僧，一般有西序头首和东序知事。西序有前堂首座和后堂首座（统领全寺僧众）、书记（执掌文书）、知藏（掌佛教经籍）、知客（负责接待外来宾客）、知浴（掌管浴室）、知殿（管佛殿、法堂的香灯）等。东序有都监事（总管寺务）、维那（领众熏修，执掌僧众威仪进退纲纪）、副寺（掌管财务、总务）、典座（管理饮食、住宿等）、直岁（管理寺内劳务）等。

### 引用
1. ↑  . 國立臺灣大學佛學數位圖書館暨博物館.   [2015-05-14]. （原始内容存档于2021-03-23）. 藏傳佛教與漢傳佛教及南傳佛教並列為三大佛教體系。
2. ↑  印順法師.《以佛法研究佛法》 （页面存档备份，存于）.印順文教基金會.
3. ↑  印順法師.《初期大乘佛教之起源與開展》 （页面存档备份，存于）.印順文教基金會.
4. ↑  印順法師.《華雨集第四冊》 （页面存档备份，存于）.印順文教基金會.
5. ↑  印順法師.《華雨集第五冊》 （页面存档备份，存于）.印順文教基金會.
6. ↑  印順法師.《寶積經講記》 （页面存档备份，存于）.印順文教基金會.
7. ↑  印順法師.《佛在人間》 （页面存档备份，存于）.印順文教基金會.
8. ↑  . Columbia University. FOJIAO: “THE TEACHING OF THE BUDDHA”.   [2015-07-07]. （原始内容存档于2021-04-16）.
9. ↑  李尚全. . Shineto Copr. 2006: 2–6. ISBN 978-7-226-03242-8.
10. ↑  Rupert Gethin. . Oxford University Press. 16 July 1998: 1–2. ISBN 978-0-19-160671-7.
11. ↑  . Sarah Lawrence College.   [2015-05-11]. （原始内容存档于2015-05-18）.
12. ↑  净旻法师. . 佛教在线. 2009年8月8日  [2009年9月12日]. （原始内容存档于2020年12月5日） （中文）.
13. ↑  Denis Twitchett; John King Fairbank; Michael Loewe. . Cambridge University Press. 1986-12-26: 669. ISBN 978-0-521-24327-8.
14. ↑  《史記·秦始皇本紀》：“三十三年，發諸嘗逋亡人、贅婿、賈人略取陸梁地，為桂林、象郡、南海，以適遣戍。西北斥逐匈奴。自榆中並河以東，屬之陰山，以為十四縣，城河上為塞。又使蒙恬渡河取高闕、山、北假中，築亭障以逐戎人。徙謫，實之初縣。禁不得祠。明星出西方。”
15. ↑  郭紹林. . . 河南大学出版社. 1987年  [2015-09-08]. ISBN 9787810180191. （原始内容存档于2021-04-16）.
16. ↑  藤田豊八. . 荻原星文館. OCLC 21380740.
17. ↑  . 陕西日报. 2015年5月19日  [2015年6月22日]. （原始内容存档于2015年6月22日）.
18. ↑  《爾雅》釋詁：“禋，祀，祠，烝，嘗，禴，祭也。” 釋天：“春祭曰祠，夏祭曰礿，秋祭曰嘗，冬祭曰蒸，……。” 《說文解字》：“春祭曰祠。品物少，多文詞也。从示司聲。(《禮記》月令)仲春之月，祠不用犧牲，用圭璧及皮幣。” 《史記》陳涉世家：“又間令吳廣之次所旁叢祠中，夜篝火，狐鳴呼曰「大楚興，陳勝王」。” 《漢書》宣帝紀：“修興泰一、五帝、後士之祠，祈為百姓蒙祉福。”
19. ↑  王志遠. . 禅刊. No. 第三期. 1998年  [2024-06-13]. （原始内容存档于2024-06-13）.
20. ↑  . . 中國文化大學. 1983年  [2015-09-08]. （原始内容存档于2016-03-05）.
21. ↑  . 陇原佛学网站.  [2021年發表於《中國佛學》]  [2025-08-02]. 第一句话给出的信息是《浮屠经》在传抄过程中，出现了不同的抄本，其特征之一就是“弟子号”的记述互有出入；也可见此经的流传。第二句话告诉我们西方传来的《浮屠经》与中国《老子经》相出入。首先以“经”相称反映了对佛陀言教的敬重。其次这部经“并非仅仅叙述佛传故事”，“其中必有叙述佛教教义的内容”。再者，拿《老子经》与《浮屠经》相比较，认为二者应该是相同或相通的，但彼此间还是有些出入。之所以这样，有一种可能：伊存在翻译传授这部佛经时，为了便于中土人士的理解和接受，在遣词造句和意义表达上，采取了以“老”译“佛”、以“老”解“佛”的格义方法。这给初次接触佛教的中土人造成的印象是：《浮屠经》与《老子经》相差无几；后来的“佛老”同祀，说不定就渊源于此。
22. ↑  释乾寳. . E-Learning Programs.   [2025-08-02]. 再者，由于《浮屠经》其后亡佚，一般人对它不甚了了，但由汉明帝感梦之说推想。《浮屠经》翻译为汉文的时间，很有可能更早于《佛说四十二章经》。由此，我们当重视对《浮屠经》的研究。
23. ↑  高明道.  (PDF) –國立臺灣大學佛學數位圖書館.
24. ↑  梁代慧皎《高僧傳》記載此事：“漢明帝夢一金人於殿廷，以佔所夢，傅毅以佛對。帝遣郎中蔡愔、博士弟子秦景等往天竺。愔等於彼遇見摩騰、竺法蘭二梵僧，乃要還漢地，譯《四十二章經》，二僧住處，今雒陽門白馬寺也。”
25. ↑  Erik Zürcher. . BRILL. 2007-03-26: 22. ISBN 978-90-474-1942-6.
26. ↑  杨万秀; 钟卓安. . 广东人民出版社. 1996: 60.
27. ↑  范寿康. . 武汉大学出版社. 2008: 178. ISBN 978-7-307-06121-7.
28. ↑  . 山东博物馆. （原始内容存档于2015-07-13）.
29. ↑  陈陆 (编). . 中国三峡建设. 2012-03-05, (第3期)  [2015-07-07]. （原始内容存档于2021-04-16）.
30. ↑  周克林. . 巴蜀书社. 1 November 2012: 43–44. ISBN 978-7-5531-0155-2.
31. ↑  唐長壽. 《樂山麻浩、柿子灣崖墓佛像年代新探》. 東南文化. 1989年, (2期): 13
32. ↑  Metropolitan Museum of Art (New York, N.Y.); Denise Patry Leidy; Donna K. Strahan. . Metropolitan Museum of Art. 2010年: 6–7. ISBN 978-1-58839-399-9.
33. 1 2 3 4 5 6  任繼愈. . 中國社會科學出版社. 1985. ISBN 978-7-5004-0178-0.
34. ↑  《魏书·释老志》
35. ↑  刘思显. [山东风情 的存檔，存档日期2007-05-18.曹植与山东东阿的鱼山梵呗] （页面存档备份，存于）
36. ↑  《出三藏记集》（卷十三）
37. ↑  《广弘明集》（卷一）引《吴书》
38. ↑  王月淸. . 知書房出版集團. 2001: 54. ISBN 978-957-9663-84-7.
39. ↑  王建光. . 凤凰出版社. 2008: 61. ISBN 978-7-80643-957-9.
40. ↑  . 木鐸出版社. 1983年: 9.
41. ↑  彭楚珩. . 福隆工作坊. 2010年: 17. ISBN 978-986-6832-51-2.
42. ↑  任继愈. . 中國社会科学出版社. 1981年: 120.
43. ↑  法琳《辩正论》（卷三）
44. ↑  . 中央民族大学出版社. 1997: 12. ISBN 978-7-81056-063-4.
45. ↑  佟洵. . 宗教文化出版社. 2007: 35. ISBN 978-7-80123-836-8.
46. ↑  马忠庚. . 社会科学文献出版社. 2007: 300. ISBN 978-7-80230-603-5.
47. ↑  王子今; 段玉明. . 三环出版社. 1990: 63.
48. ↑  孙进己; 孙海; 苏天钧. . 哈尔滨出版社. 1994: 11.
49. ↑  王振复. . 复旦大学出版社. 2001: 135. ISBN 978-7-309-02801-0.
50. ↑  慧莲. . 巴蜀书社. 2008: 35. ISBN 978-7-80752-263-8.
51. ↑  葛劍雄. . 五南圖書出版股份有限公司. 2005: 119. ISBN 978-957-11-3949-4.
52. ↑  野上俊靜. . 臺灣商務印書館. 1993: 19. ISBN 978-957-05-0812-3.
53. ↑  中国石窟雕塑全集编辑委员会. . 重慶出版社. 2000: 10–11.
54. ↑  龚贤. . 江西人民出版社. 2008: 490. ISBN 978-7-210-03840-5.
55. ↑  许辉; 李天石. . 南京出版社. 2003: 212. ISBN 978-7-80614-774-0.
56. ↑  尚永琪. . 科学出版社. 2008: 35–36. ISBN 978-7-03-021362-4.
57. ↑  梁《僧传》卷九《佛图澄传》：东晋时后赵中书著作郎王度，向石虎奏：“佛出西域，外国之神，功不施民，非天子、诸华所应祠奉。往，汉明感梦，初传其道，唯听西域人得立寺都邑，以奉其神，其汉人，皆不得出家。魏承汉制，亦循前轨。今大赵受命，率由旧章，华戎制异，人神流别，外不同内，飨祭殊礼，荒夏服祀，不宜杂错。国家可断赵人悉不听诣寺烧香、礼拜，以遵典礼。其百辟卿士、下逮众隶，例皆禁之。其有犯者，与淫祀同罪。其赵人为沙门者，还从回民之服。”石虎驳斥：“朕生自边壤，黍当期运，君临诸夏。至于飨祀，应兼从本俗。佛是戎神，正所应奉！”
58. ↑  梁启超. . 中国社会科学出版社. 2008: 6. ISBN 978-7-5004-6951-3.
59. ↑  于凌波. . 东大图书. 2002: 256. ISBN 978-957-19-2700-8.
60. ↑  劉學銚. . 知書房出版集團. 2005: 48. ISBN 978-986-7151-01-8.
61. ↑  . 黄山书社. 2006: 129.
62. ↑  . 中州古籍出版社. 1998: 663.
63. ↑  周叔迦. . 中华书局. 1991: 356.
64. ↑  中国历史大辞典隋唐五代史卷编纂委员会. . 上海辞书出版社. 1995: 256.
65. ↑  樊如; 潘星輝. . 中華書局(香港)出版有限公司. 1 July 2010: 54. ISBN 978-962-8931-73-6.
66. ↑  唐道宣《集古今佛道论衡》：“以太平七年，遂灭佛法。分军四出，烧掠寺舍，统内僧尼，无少长坑之！其窜逸者，捕获枭斩！”
67. ↑  ????; 莲龙居士. . Trafford Publishing. June 2013: 110–112. ISBN 978-1-4669-9954-1.
68. ↑  《大乘大义章》
69. ↑  《南史》
杜之偉傳曰：「中大通元年，梁武帝幸同泰寺捨身，敕徐劭撰定儀註，勉以臺閣先無此禮，召杜之偉草具其儀。」
70. ↑  《歷代三寶紀》曰：「中大通元年九月十五日，帝幸同泰寺，遜位為僕，地震，百僚請復位。凡十五日，十月一日駕還宮。」
71. ↑  《魏書》〈蕭衍傳〉：「令其王侯子弟皆受佛誡，有事佛精苦者，輒加以菩薩之號。其臣下奏表上書，亦稱衍為皇帝菩薩。」
72. ↑  《南史》〈梁本紀〉：“中大同元年（546年）三月庚戌(八日)，幸同泰寺講金字三慧經，仍施身。夏四月丙戌(十四日)，皇太子以下奉贖，仍於同泰寺解講，設法會，大赦，改元（中大同）。”
73. ↑  《健康實錄》曰：「中大同元年三月庚戌，幸同泰寺，講三慧經，乃捨身為奴。」
74. ↑  《梁書》〈武帝紀〉曰：「三月庚子(三日)，高祖幸同泰寺，設無遮大會，捨身。」
75. ↑  《資治通鑑》卷一五九〈中大同元年條〉、《考異》引《典略》
76. 1 2  梁高祖《斷酒肉文》 （页面存档备份，存于）二十三日。會其後諸僧尼。或猶云
。律中無斷肉事及懺悔食肉法。其月二十九日。又勅請義學僧一百四十一人義學尼五十七人。於華林華光殿使莊嚴寺法超。奉誠寺僧辯。光宅寺寶度等三律師。昇高座御席地施座。餘僧尼亦爾。

制旨問法超等三律師曰。古人云。止沸莫若去薪。息過莫若無言。弟子無言乃復甚易。但欲成人之美使佛種相續與諸僧尼共弘法教。兼即事中亦不得默已。故今集會於大眾前。求律中意。聞諸。

僧道。律中無有斷肉法。又無懺悔食肉法。
77. ↑  《大般涅槃經》：爾時，迦葉菩薩白佛言：「世尊！食肉之人不應施肉。何以故？我見不食肉者有大功德。」

佛讚迦葉：「善哉，善哉。汝今乃能善知我意，護法菩薩應當如是。善男子！從今日始，不聽聲聞弟子食肉。若受檀越信施之時，應觀是食如子肉想。」

迦葉菩薩復白佛言：「世尊！云何如來不聽食肉？」

「善男子！夫食肉者，斷大慈種。」
78. ↑  梁高祖《斷酒肉文》 （页面存档备份，存于）：“出家人猶嗜飲酒噉食魚肉。是則為行同於外道。而復不及。何謂同於外道。外道執斷常見。無因無果無施無報。今佛弟子酣酒嗜肉。不畏罪因不畏苦果。即是不信因不信果。與無施無報者復何以異。此事與外道見同。而有不及外道。是何外道。各信其師。師所言是弟子言是。師所言非弟子言非。涅槃經言。迦葉我今日制諸弟子。不得食一切肉。而今出家人猶自噉肉。”
79. 1 2  聖嚴法師《律制生活》佛教的飲食規制：制斷肉食，皆出大乘經律，小乘國家未能見到大乘經律，故未斷除肉食，也是很難怪的，我們不必攻擊他們。即在我們中國的佛教，從東漢開始，直到梁武帝時，所有的僧侶弟子，均未斷除肉食，到了梁武帝捨道信佛，聽了《涅槃經》以後，便極力主張素食，從他本人開始，並勸一切僧俗佛子，皆斷肉食，他以朝廷的力量，來影響社會，所收的效果，自然很大。從此之後，中國佛教的素食主義，也就形成風尚了。
80. ↑  方立天. . 中国人民大学出版社. 2006: 372. ISBN 978-7-300-07512-9.
81. ↑  中国佛教协会. . 知识出版社. 1980: 27.
82. ↑  . 复旦大学出版社. 1993: 106. ISBN 978-7-309-00951-4.
83. ↑  《高僧传》卷五《道安传》
84. ↑  叶尚青. . 上海人民出版社. 1984: 29.
85. ↑  周积寅; 王凤珠. . 江苏敎育出版社. 2002.
86. ↑  又“所画维摩诘一躯，工毕，将欲点眸子，乃谓寺僧曰：‘第一日观者请施十万，第二日可五万，第三日可任例责施。’及开户，光照一寺，施者填咽，俄而得百万钱”，见《历代名画记》
87. ↑  . 文物出版社. 1990: 134.
88. ↑  许抗生; 赵建功; 田永胜. . 南京出版社. 2004: 342. ISBN 978-7-80614-933-1.
89. ↑  卢翊; 罗陶. . 靑海人民出版社. 1998: 557.
90. ↑  《隋书》（卷二）《帝纪第二·高祖下》
91. ↑  《续高僧传》卷第十七《昙崇传》
92. ↑  .   [2018-05-26]. （原始内容存档于2021-11-14）.
93. ↑  《前唐书》，“三十年一开，则岁丰人和”，可干戈平息，国泰民安，风调雨顺。”
94. ↑  Trafford Publishing; 莲龙居士. . AuthorHouse. May 2013: 15–16. ISBN 978-1-4669-9060-9.
95. ↑  Trafford Publishing; 莲龙居士. . AuthorHouse. May 2013: 25. ISBN 978-1-4669-9060-9.
96. ↑  文可仁. . 延边人民出版社. 2000: 1353.
97. ↑  维中杨. . 凤凰出版社. 2008: 427. ISBN 978-7-80643-959-3.
98. ↑  李映辉. . 湖南大学出版社. 2004: 131. ISBN 978-7-81053-753-7.
99. ↑  蔡日新. . 知書房出版集團. 2000: 221–222. ISBN 978-957-9663-74-8.
100. ↑  张建建. . 中国社会科学出版社. 1994: 12.
101. ↑  星雲大師. . 佛光文化事業有限公司. 1999: 118.
102. ↑  严耀中. . 上海人民出版社. 2000: 140. ISBN 978-7-208-03520-1.
103. ↑  黄诚. . 巴蜀书社; Esphere Media（美国艾思传媒）. 1 February 2012: 203. ISBN 978-7-80752-972-9.
104. ↑  . 中国书籍出版社. 2008: 309.
105. ↑  吴兆路. . 济南出版社. 2008: 309. ISBN 978-7-80710-613-5.
106. ↑  赵文润; 拜根興. . 三秦出版社. 1992: 134–135.
107. ↑  . The British Library. （原始内容存档于2013-11-10）.
108. ↑  《旧唐书·武宗本纪》（卷十八上），“洎于九州山原，两京城阙，僧徒日广，佛寺日崇。劳人力于土木之功，夺人利于金宝之饰；遗君亲于师资之际，违配偶于戒律之间。坏法害人，无逾此道。且一夫不田，有受其饥者；一妇不蚕，有受其寒者。今天下僧尼不可胜数，皆待农而食，待蚕而衣。寺宇招提，莫知纪极，皆云构藻饰，僭拟宫居。晋、宋、齐、梁，物力凋瘵，风俗浇诈，莫不由是而致也。”
109. ↑  《旧唐书·武宗纪》（卷一八上）：“归真自以涉物论，遂举罗浮道士邓元起有长年之术，帝遣中使迎之，由是与衡山道士刘玄靖及归真胶固，排毁释氏，而拆寺请行焉。”
110. ↑  《资治通鉴》卷二百四十八载：“秋七月，……敕上都、东都两街各留二寺，每寺留僧三十人。天下节度、观察使治所及同、华、商、汝州各留一寺，分为三等：上等留僧二十人，中等留十人，下等五人。余僧及尼并大秦穆护、祆僧皆勒归俗。寺非应留者，立期令所在毁撤，仍遣御史分道督之。财货田产并没官，寺材以葺公廨驿舍，铜像、钟磐以铸钱。”
111. ↑  《唐会要》记载，当时拆毁的寺院有4600余所，招提、兰若等佛教建筑4万余所，没收寺产，并强迫僧尼还俗达260500人。
112. ↑  潘美月; 杜潔祥. . 花木蘭文化工作坊. : 46.
113. ↑  Sharf, Robert H. . Honolulu: University of Hawai'i Press https://www.worldcat.org/oclc/53119548. 2002. ISBN 0-585-47161-4. OCLC 53119548. 缺少或|title=为空 (帮助)
114. ↑  Faure, Bernard. . Stanford, Calif.: Stanford University Press https://www.worldcat.org/oclc/36423511. 1997. ISBN 0-8047-2865-8. OCLC 36423511. 缺少或|title=为空 (帮助)
115. ↑  author., Yü, Chün-fang, 1938-. .  http://worldcat.org/oclc/1123186712. ISBN 978-0-8248-8158-0. OCLC 1123186712. 缺少或|title=为空 (帮助)
116. 1 2  Orzech, Charles D.; Sorensen, Henrik Hjort; Payne, Richard Karl. . Leiden: Brill https://www.worldcat.org/oclc/731667667. 2011. ISBN 978-90-04-20401-0. OCLC 731667667. 缺少或|title=为空 (帮助)
117. 1 2  Orzech, Charles D. . History of Religions. 1989-11, 29 (2): 87–114  [2021-10-03]. ISSN 0018-2710. doi:10.1086/463182. （原始内容存档于2021-11-24） （英语）.
118. ↑  赖永海. . 浙江人民出版社. 1992: 203.
119. ↑  中国科学院科普中心. .   [2009年6月12日]. （原始内容存档于2020年9月21日） （中文（简体））.
120. ↑  孙海; 藺新建. . 中州古籍出版社. : 1382.
121. ↑  “佛祖说以身世为轻，以利和为急，使其真身尚在，敬利于世，犹欲割截，岂有所惜哉！”《資治通鑒》卷第二百九十二
122. ↑  司馬光《資治通鑒》卷第二百九十二：“若周世宗，可謂仁矣！不愛其身而愛民；若周世宗，可謂明矣！不以無益廢有益。”
123. ↑  钱弘俶在为延寿《宗镜录》所写的序文中说：“详天域中之教者三。正君臣、亲父子、厚人伦，儒，吾之师也。寂兮寥兮。视听无得，自微妙升虚无，以止乎乘风驭景，君得之则善建不拔，人得之则延贶无穷，道，儒之师也。四谛十二因缘，三明八解脱，时习不忘，日修以得，一登果地，永达真常，释，道之宗也。唯此三教，并自心修。”
124. ↑  孙海; 蔺新建. . 中州古籍出版社. 2006: 601–602.
125. ↑  . 江苏古籍出版社. 1998: 113.
126. ↑  罗树宝. . 印刷工业出版社. 1993: 106. ISBN 978-7-80000-117-8.
127. ↑  《一切经》：“宋太祖开宝五年，平定列国，造金银字佛经，前后凡数藏。同年敕印雕佛经一藏，凡一十三万版，为其嚆矢。寻而至道元年，高丽王治遣使至宋求官本，与其国从来所藏之前后二藏及契丹藏，参订校旧，经十四年，全行刻成。世所谓高丽藏者是也，凡一千五百二十一部，六千五百八十九卷。南宋理宗嘉熙三年，复开版藏经，有一千四百二十一部，五千九百十六卷，所谓宋藏者是也。”
128. ↑  净源存伯《释门正统》：“义天航海问道，申弟子礼。阅岁而归，一宗疏钞，时巳亡绝。义天持至，咨决所疑，逸而复行，师之力也。蒲左丞镇杭，叹其苦志，千学行解俱到，奏以慧因，易禅为教。义天还国，以金书华严三译本凡一百七十卷归师以祝圣寿。彼宗自圭峰来，未有若斯之盛，故称‘中兴教主’。”
129. ↑  允堪律师《释氏稽古略》
130. ↑  元照《南山律师撰集录》
131. ↑   (PDF). 中華電子佛典協會 佛學世界 網路藏經閣.   [2008年6月25日]. （原始内容存档 (PDF)于2016年3月5日）.
132. ↑  宋赞宁《唐续会要》载(会昌)六年(846)五月制：“僧尼依前令两街功德收管，不要更隶主客，所度僧尼仍令祠部给牒。”
133. 1 2  《宋会要辑稿》（卷六十七）《职官》（章十三）
134. ↑  《宋史》卷一百七十六《食货志》
135. ↑  《宋史》（卷十四）《神宗本纪》
136. ↑  北宋徽宗大观元年(1107)闰十月二十六日诏：“明州育王山寺掌管仁宗御容僧行可，赐师号，度牒各二道，用为酬奖。”《宋会要辑稿》第二百册道释一
137. ↑  李伟. . 中國佛學. 2007-10-13  [2009-02-13]. （原始内容存档于2009-06-21）.
138. ↑  欧阳修的《蝶恋花》中有名句：“帘外无风，花影频移动。”金圣叹评曰：“九个字，看他何等清真，却何等灵幻！……呜呼，善填词者必皆深于佛事者。只一花影，皆细细分别不差，谁言慧业文人，不生天上哉。”《金圣叹全集·批欧阳永叔词十二首》
139. ↑  《阅藏知津》，蕅益大师著，“广破欧阳修谤佛邪说，申明佛理。后附李长者昭化院记，及徐师川跋，郑德舆后序”
140. ↑  何忠礼; 徐吉军. . 杭州大学出版社. 1999: 686.
141. ↑  . 吉林音像出版社. 2005: 458.
142. ↑  陈述. . 上海古籍出版社. : 115–117.
143. ↑  黃凤岐. . 中州古籍出版社. 1994: 445.
144. ↑  大同市地方志编纂委员会. . 中华书局. 2000: 1624. ISBN 978-7-101-02726-6.
145. ↑  苏天钧. . 北京出版社. 2000: 348.
146. ↑  纪华传. . 中国社会科学出版社. 2006: 115–117. ISBN 978-7-5004-5905-7.
147. ↑  阎崇东. . 中囯靑年出版社. 2004: 93–97. ISBN 978-7-5006-5810-8.
148. ↑  . 清华大学出版社有限公司. : 94. ISBN 978-7-302-10929-7.
149. ↑  杜建录. . 宁夏人民出版社. 2004: 149–150. ISBN 978-7-227-02873-4.
150. ↑  陈瑞青. .   [2019-11-05]. （原始内容存档于2021-04-16）.
151. ↑  彭金章; 王建军. . 文物出版社. 2004: 108.
152. ↑  . 北京出版社. : 72–73.
153. ↑  刘海峰; 李兵. . 中国出版集团东方出版中心. 2004: 242. ISBN 978-7-80186-193-1.
154. ↑  龔書鐸. . 知書房出版集團. 2007: 157. ISBN 978-986-7151-60-5.
155. ↑  王廷洽. . 黄山书社. 2005: 217. ISBN 978-7-80707-161-7.
156. ↑  王宝库; 王鹏. . 山西人民出版社. 2005: 169. ISBN 978-7-203-05201-2.
157. ↑  自有天下，寺院田产，二税尽蠲免之，并令缁侣安心办道。”《佛祖统记》卷四八
158. ↑  《元史》，元惠宗时，佛事的费用支出，較元世祖時，“岁增金38锭，银203锭40两，缯帛61600余匹，钞29250余锭”
159. ↑  自此藏传佛教地位穩固，“百年之间，朝廷所以敬礼而尊信之者，无所不用其至。虽帝后妃主，皆因受戒而为之膜拜。正衙朝会，百官班列，而帝师亦或专席于坐隅。”《元史》
160. ↑  官方有大规模赐田赐钞活动，“凡天下人迹所到，精蓝胜观，栋宇相望”《续资治通鉴》卷一九七
161. ↑  . 中央民族大学出版社. 1997: 367. ISBN 978-7-81056-063-4.
162. ↑  明如惺撰，《大明高僧传》，简称《明传》。
163. ↑  《宋高僧传》卷第二十六
164. ↑  “僧道给度牒，有田者编册如民科，无田者亦为畸零”《明史》卷七十七《食货志》
165. ↑  长乐市佛教协会. . 中國佛學.   [2009-02-16]. （原始内容存档于2009-06-21）.
166. ↑  康熙《大清會典》卷七十一
167. ↑  太虛《整理僧伽制度論》
168. ↑  孙进己; 馮永谦; 苏天钧; 《中国考古集成》编委会. . 北京出版社. : 255.
169. ↑  Dalai Lama V Ṅag-dbaṅ-blo-bzaṅ-rgya-mtsho. . 中国藏学出版社. 2006: 36. ISBN 978-7-80057-546-4.
170. ↑  洪修平. . 江苏教育出版社. 2005: 245. ISBN 978-7-5343-2575-5.
171. ↑  潘桂明. . 今日中国出版社. 1992: 617.
172. ↑  張勇. . Dharma Drum Publishing Corp. 1999: 162. ISBN 978-957-8473-90-4.
173. ↑  水月齋主人. . 圓明出版社. 2000: 677.
174. ↑  Bkra-zhis Don-grub; 扎洛. . 大千出版社. 2002: 122. ISBN 978-957-447-001-3.
175. ↑  法尊. . 中國佛學. 2007-10-08  [2009-02-16]. （原始内容存档于2009-06-21）.
176. ↑  朔雪寒. . 朔雪寒. 4 January 2015: 872. GGKEY:0WFXH5ENCAH.
177. ↑  顾志兴. . 杭州出版. 2006: 626. ISBN 978-7-80633-734-9.
178. ↑  周加才. . 宗敎文化出版社. 2003. ISBN 978-7-80123-457-5.
179. ↑  华方田. . 宗教文化出版社. 2001: 376, 385. ISBN 978-7-80123-228-1.
180. ↑  默言. . Dharma Drum Publishing Corp. 1998: 4–5. ISBN 978-957-8473-61-4.
181. ↑  . 凤凰网华人佛教. 2009年3月31日  [2009年6月3日]. （原始内容存档于2021年11月14日） （中文（简体））.
182. ↑  黄夏年. . 宗教文化出版社. 2005: 387. ISBN 978-7-80123-691-3.
183. ↑  李桂玲. . 東方出版社. 1996: 7. ISBN 978-7-5060-0582-1.
184. ↑  徐孙铭. . 中央文献出版社. 2007: 135, 177. ISBN 978-7-5073-2288-0.
185. ↑  国务院. . 人民网. 1983年4月9日  [2009年6月3日]. （原始内容存档于2020年5月23日） （中文（简体））.
186. ↑  . 佛教新闻网.   [2015-05-09]. （原始内容存档于2016-03-08）.
187. ↑  阚正宗. . 宗教文化出版社. 2008: 156. ISBN 978-7-80254-004-0.
188. ↑  . 《佛學研究》年刊编辑部. 2009: 91.
189. ↑  . 网易 (三秦都市报). 2009-05-10  [2009-06-04]. （原始内容存档于2015-05-18） （中文（简体））.
190. ↑  张波; 谢凡. . 西安晚报 (西安新闻网). 2009-05-10  [2009-06-04]. （原始内容存档于2020-12-19） （中文（简体））.
191. ↑  . Japan Buddhist Federation.   [2015-07-06]. （原始内容存档于2020-11-05）. |chapter=被忽略 (帮助)
192. ↑  .   [2009-05-26]. （原始内容存档于2021-04-16）.
193. ↑  .   [2015-05-11]. （原始内容存档于2021-03-05）.
194. ↑  . 第二届世界佛教论坛论文集. 2009. OCLC 601062201. （原始内容存档于2015-05-20）.
195. ↑  William M. Bodiford. . Dept. of Asian Languages and Cultures, UCLA. SCRIPTURAL COLLECTIONS (Selective List of Modern Published Editions). （原始内容存档于2015-05-20）.
196. ↑  .   [2009-05-26]. （原始内容存档于2009-03-04）.
197. ↑  .   [2009-05-26]. （原始内容存档于2011-11-16）.
198. ↑  Ven. Sungahn(性安).  (PDF). 漢字硏究. 2011-12, (第5輯): 77  [2015-05-14]. （原始内容存档于2021-03-05）.
199. ↑  中国佛教界向韩国佛教界赠送地藏菩萨像 的存檔，存档日期2009-06-19.
200. ↑  . 漢文電子大藏經系列.   [2008-10-11]. （原始内容存档于2008-07-05） （中文（臺灣））.
201. 1 2  . 中華佛教在線.   [2008-10-11]. （原始内容存档于2009-03-16） （中文（中国大陆））.
202. 1 2  印順法師. . .   [2015-05-18]. （原始内容存档于2021-04-16）.
203. ↑  印順法師. . .   [2015-05-18]. （原始内容存档于2021-04-16）.
204. ↑  李富华. . 第二届世界佛教论坛论文集. （原始内容存档于2015年5月20日）.
205. ↑  Stephen F. Teiser. . Donald S. Lopez, Jr.  (编).  (PDF). Princeton: Princeton University Press. : 16-17頁  [2015-07-06]. ISBN 9780691021430. （原始内容 (PDF)存档于2015-08-24）.
206. ↑  聖嚴法師. .   [2015-05-15]. （原始内容存档于2016-01-24）.
207. ↑  梁启超提到的宗有：大乘摄论宗、小乘俱舍宗、十地宗、三论宗、法华宗、涅槃宗、天台宗、法相宗（唯识宗、慈恩宗）、华严宗、净土宗、律宗、密宗、禅宗等。梁启超. . . 中国社会科学出版社. 2008年6月1日. ISBN 9787500469513.
208. ↑  季羨林認為律宗不能成为宗，净土宗没有自己的专有理论，也不能算宗；成实、俱舍都只能算是学派，不是宗派；三论宗后被天台、禅宗所吸收，不能独立成宗。能够成为宗派的只有天台宗、华严宗、法相宗和禅宗。季羡林. . . 国际文化出版公司. 2008. ISBN 978-7-80173-701-4.
209. ↑  《八宗綱要鈔》，“成實宗、俱舍宗、律宗、三論宗、天台宗、法相宗、華嚴宗、真言宗”，補入禪宗、淨土二宗，形成十大宗派。高觀如認為應有十一家(律宗、三論宗、天台宗、淨土宗、禪宗、法相宗、華嚴宗、真言宗、涅盤宗、地論宗、攝論宗)，後因吸收融攝，只剩下八宗。
210. ↑  于君方. 徐雅慧‧王慧蓮　譯. . 香光莊嚴. 1988年9月30日, (五十九期)  [2015年5月11日]. （原始内容存档于2015年5月18日）.
211. ↑  《因果经》（卷二）：“尔时太子便以利剑自剃须发，即发愿言：今落须发，愿与一切断除烦恼及习障。”
212. ↑  《智度论》（卷四十九）：“剃头著染衣，持钵乞食，此是破憍慢法。”
213. ↑  《地藏十轮经》（卷四）：“我今恭敬礼，剃发染衣人。”
214. ↑  《毗尼母论》（卷三）：“剃发法，但除头上毛及须，余处毛一切不听却也。所以剃发者，为除憍慢自恃心故。”
215. ↑  . .   [2015-05-15]. （原始内容存档于2021-03-23）. 於如來所，剃除鬚髮，著三法衣，出家學道，無復本姓，但言沙門釋迦子，所以然者，如來眾者，其猶大海，四諦其如四大河，除去結使，入於無畏涅槃城。是故，諸比丘！諸有四姓，剃除鬚髮，以信堅固出家學道者，彼當滅本名字，自稱釋迦弟子
216. ↑  姚秦佛陀耶舍，竺佛念共译《四分律》
217. ↑  印順法師. . .   [2015-05-15]. （原始内容存档于2021-04-16）.
218. ↑  聖嚴法師. . .   [2015-05-15]. ISBN 9789579900683. （原始内容存档于2021-04-16）.
219. ↑  1983年12月，中国佛教协会在《关于汉族佛教寺庙剃度传戒问题的决议》中，认为这种习惯，“并非佛教原有的仪制，因有损身体健康，今后一律废止”。其他民族僧人受戒，原无此项规定。
220. ↑  宣方. .   [2017-03-10]. （原始内容存档于2021-03-05）.
221. ↑  釋悟因. . 香光莊嚴. Vol. 第91期. 2007年9月20日  [2017年3月10日]. （原始内容存档于2021年3月23日）.
222. ↑  《四分律删补随机羯磨疏》（卷四上）：“布萨食者亦是净斋之食耳。”
223. ↑  《禅苑清规·解夏》：“七月十四日晚，念诵煎汤，来日升堂，人事巡寮煎点，同结夏之仪。”
224. ↑  《瑜伽经》（六十九卷）：“复次略由五种补特伽罗，于十羯磨，应知羯磨制立，为最甚深。”
225. ↑  《四分律》（卷五十二）：爾時世尊在祇桓園中，與無數百千眾圍遶說法。時有比丘噉蒜遠佛住，時世尊知而故問阿難：「此比丘何故遠住？」阿難言：「此比丘噉蒜。」佛言：「阿難！寧可貪如是味而不聽法耶？自今已去，一切不應噉蒜。」爾時舍利弗病風，醫教服蒜，佛言：「聽服。」
226. ↑  梁武帝《断酒肉文》：“如是，若出家人犹嗜饮酒、啖食鱼肉，是则为行同于外道，而复不及。何谓同于外道？外道执断常见，无因无果，无施无报。今佛弟子甘酒嗜肉，不畏罪因，不畏苦果，即是不信因、不信果，与无施无报者复何以异？此事与外道见同，而有不及外道。是何？外道各信其师，师所言是，弟子言是；师所言非，弟子言非。《涅槃经》言：“迦叶，我今日制诸弟子不得食一切肉。”而今出家人犹自啖肉。戒律言：“饮酒犯波夜提。”犹自饮酒，无所疑难。”
227. ↑  . www.zhibeifw.com.   [2017-09-29]. （原始内容存档于2017-09-30）.
228. ↑  2008年新聞說明由於醫生說達賴十四世因為健康情況，需要吃肉，所以達賴還是得吃肉，保羅麥卡尼勸達賴別吃肉。 （页面存档备份，存于）
229. ↑  《十诵律》（卷三十七）：“我听啖三种净肉。何等三？不见、不闻、不疑。不见者，不自眼见为我故杀是畜生。不闻者，不从可信人闻为汝故杀是畜生。不疑者，此中有屠儿，此人慈心不能夺畜生命。”
230. ↑  《涅槃经》（卷四）：“迦叶菩萨复白佛言：世尊！云何如来不听食肉？善男子！夫食肉者断大悲种。迦叶又言：如来何故先听比丘食三种净肉？迦叶！是三种净肉随事渐制。”
231. ↑  《杂阿含经》（卷二十五）：“佛告阿难：‘汝遥见彼青色丛林否？’‘唯然巳见。’‘是处名曰优留曼茶山，如来灭后百岁，有商人子名优波掘多，当作佛事，教授师中最为第一。”
232. ↑  清仪润《百丈清规证义记》
233. ↑  《敕修清规序跋》：“元顺宗至元四年，百丈山德辉禅师奉敕选拔前之三规，大成清规。名敕修百丈清规。有八卷。诏天下僧人悉依此清规而行。至明屡下敕不入此清规者，以法绳之”。
234. ↑  《大唐西域求法高僧傳》：「寺內但以最老上座而為尊主，不論其德。諸有門鑰，每宵封印，將付上座，更無別置寺主維那。但造寺之人名為寺主，梵云毘訶羅莎弭（vihāra-svāmin）。若作番直（值勤）典掌寺門及和僧白事者，名毘訶羅波羅，譯為護寺。若鳴健稚及監食者，名為羯磨陀那（karma-dāna），譯為授事，言維那者略也。眾僧有事，集眾平章，令其護寺，巡行告白，一一人前，皆須合掌，各伸其事。若一人不許，則事不得成。全無眾前打槌秉白之法。若見不許以理喻之，未有挾強便加壓伏。……眾僧名字不貫王籍。其有犯者眾自治罰。為此僧徒咸相敬懼。」
235. ↑  段知壯. . 亞洲研究.   [2019-04-06]. （原始内容存档于2020-12-05）.
236. ↑  
《祖庭事苑》：「首座即古之上座也。梵語悉替那。此云上座。此有三焉。集異足毗曇曰。一．生年為耆年。二．世俗財名與貴族。三．先受戒及證道果。古今立此位。皆取其年德幹局者充之。今禪門所謂首座者。即其人也。必擇其己事已辨。眾所服從。德業兼備者充之。」
237. ↑  《祖庭事苑》：「僧史曰。知事三綱者。若網罟之巨繩。提之則百目正矣。梵語摩摩帝。此云寺主。即今之監寺也。詳其寺主。起於東漢白馬也。寺既爰處。人必主之。于時雖無寺主之名。而有知事之者。至東晉以來。此職方盛。今吾禪門有內外知事。以監寺為首者。盖相㳂襲（沿襲）而然也。大集等經云。僧物難掌。佛法無主。我聽二種人掌三寶物。一．阿羅漢。二．須陀洹。所以爾者。諸餘比丘皆不具足。心不平等。不令是人為知事也。更復二種。一．能持淨戒。識知業報者。二．畏後世罪。有諸慚愧者。今吾禪門必擇心通法道而不著諸有。身忘利養者。以掌僧務。此先德之遺意也。」

. 宗教知識+.   [2019-04-06]. （原始内容存档于2021-11-14）.
238. ↑  Jonathan A. Silk. .   [2019-04-06]. （原始内容存档于2020-06-09）.

《巴利律藏羯磨犍度》「Tena  kho pana samayena āyasmā sudhammo macchikāsaṇḍe cittassa gahapatino āvāsiko hoti, navakammiko dhuvabhattiko.」（爾時，具壽善法屬摩叉止陀之質多羅居士住處，職司建造，恆常受食）

《彌沙塞部和醯五分律》卷24：「菴摩勒林中有比丘名善法，舊住於彼作摩摩諦，質多羅長者若請僧與衣食，及施人物時，要先語之。」

《十誦律》卷31：「時有比丘，名欝多羅，於質多羅居士菴羅林中，作僧房摩摩帝 帝帝陀羅。」

《翻梵語》：「摩摩帝 [帝]帝陀羅(本云知法人) 舊譯曰寺主。持律者云知法寺主。聲論者，正外國音，應言摩末底 哿彌陀他，摩末底翻為寺主，哿彌陀他翻為治，謂治寺主比丘。……摩摩帝 帝帝陀羅(譯曰摩摩帝，[寺]主。[帝]帝陀羅者是持) 」

道宣《四分律刪繁補闕行事鈔》：「如僧祇。寺主摩摩帝。互用佛法僧 物謂言不犯。」

新羅沙門義寂《菩薩戒本疏》：「僧房主者：謂寺主摩摩帝。」
239. ↑  《祖庭事苑》：「此云悅眾也。又十誦云。以僧坊中無人知時。限唱時至。及打楗椎。又無人塗治掃灑講堂．食處。無人相續鋪牀。眾亂時無人彈指等。佛令立維那。又聲論飜為次第。謂知事之次第者也。今禪門令掌僧藉及表白等事。必選當材。」

敕修百丈清規卷四：「維那，綱維眾僧，曲盡調攝；堂僧掛搭，辨度牒真偽；眾有爭競遺失，為辨析和會；戒臘資次、床曆圖帳，凡僧事內外無不掌之。舉唱回向以聲音為佛事，病僧、亡僧尤當究心；或有他緣，或暫假出入，將戒臘簿、假簿、堂司須知簿，親送過客司，令攝之。」
240. ↑  
《翻梵語》：「維那(應云毘訶羅波羅。譯曰毘訶邏者寺，波羅者護也。) 」

道宣《四分律刪繁補闕行事鈔》：「十誦為知請故須立維那。出要律儀翻為寺護。又云悅眾。本正音婆邏，此云次第。」
241. ↑  。”《大宋僧史略》（中卷）：“寺之设也，三纲立焉，若网罟之巨纲，提之则正故曰也。梵语摩摩帝（Navakarmika），悉替那Sthavira，羯磨陀那，华言寺主上座悦众。”“道宣敕为西明寺上座，列寺主维那上。”
242. ↑  《名义集》：“隋智琳，润州刺史李海游，命琳为断事纲维。尔护寺立三纲，上座维那典座也。”
243. ↑  《敕修清规住持章》：“佛教入中国四百余年而达磨至，又八传而至百丈，唯以道相授受，或岩居穴居，或依律等未有住持之名。百丈以禅宗寖盛，上而君相王公，下而儒老百氏，皆向风问道。有徒字蕃，非崇其位则师法不严，始奉其师为住持，而尊之曰长老，如天竺之称舍利须菩提，以齿德俱尊也。”
244. ↑  《禅林象器笺》（卷七）
245. ↑  《敕修清规》：“前堂首座，表率丛林，人天眼目。分座说法，开凿后昆。坐禅领众，谨守条章。斋粥精粗，勉谕执事。僧行失仪，依规示罚。老病亡没，垂恤送终。凡众之事，皆得举行。如衣有领，如网有纲也。”
246. ↑  《敕修清规》：“后堂首座，位居后版，辅赞宗风。规则端庄，为众模范。盖以众多，故分前后。斋粥二时过堂及坐禅，则后门出入。”
247. ↑  《禅林象器笺》（卷六）
248. ↑  《十诵》：“以僧坊中无人知时限，唱时至，及打楗椎。又无人涂治、扫洒讲堂、食处，无人相续铺床，众乱时无人弹指等。佛令立维那，又声论翻为次第，谓知事之次第者也。今禅门令掌僧藉，及表白等事，必选当材。”
249. ↑  《僧史略中》：“典座者谓典主床座九事，举座一色以摄之，乃通典杂事也。”
250. ↑  《敕修清规》（下卷一）：“直岁，职掌一岁作务。”

### 书刊
书籍
- 方立天、華方田. . 北京: 宗教文化出版社. 2001-08-01. ISBN 9787801232281 （中文（中国大陆））.
- 賴永海. . 上海: 上海古籍出版社. 2000-12-01. ISBN 9787532528707 （中文（中国大陆））.

期刊
- 劉婉俐.  (PDF). 世界宗教學刊. 2008, 12  [2018-01-27]. （原始内容存档 (PDF)于2020-09-21）.

## 外部連結
- 黃夏年: 四十年來漢傳佛教研究綜述 （页面存档备份，存于）